# Англо-саксонське мистецтво

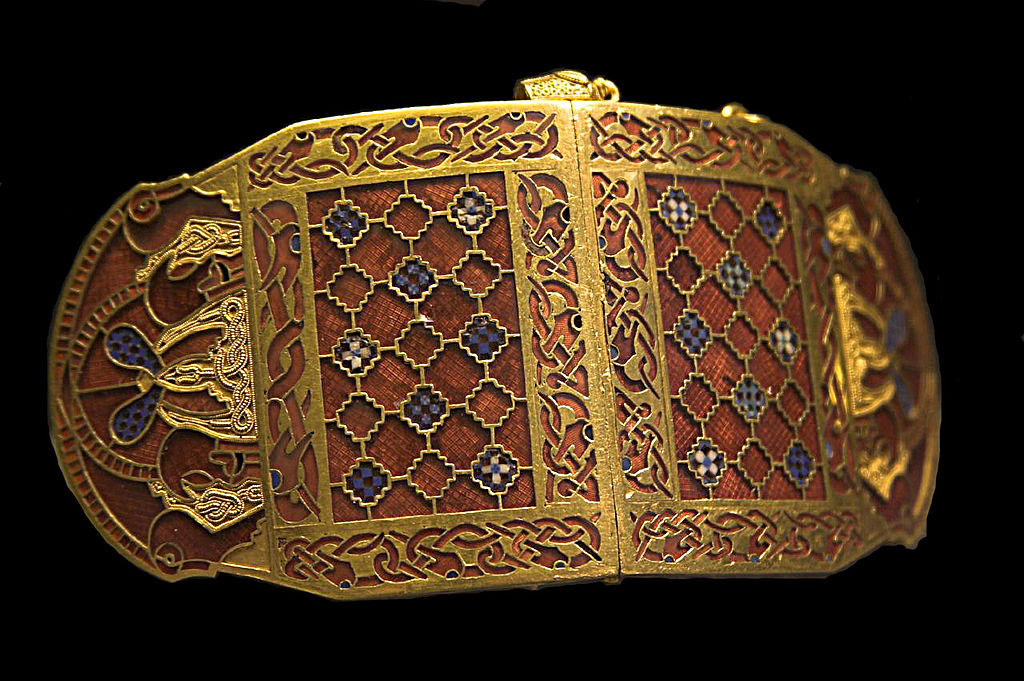
Наплічна застібка з Саттон Гу, початок 7-го століття

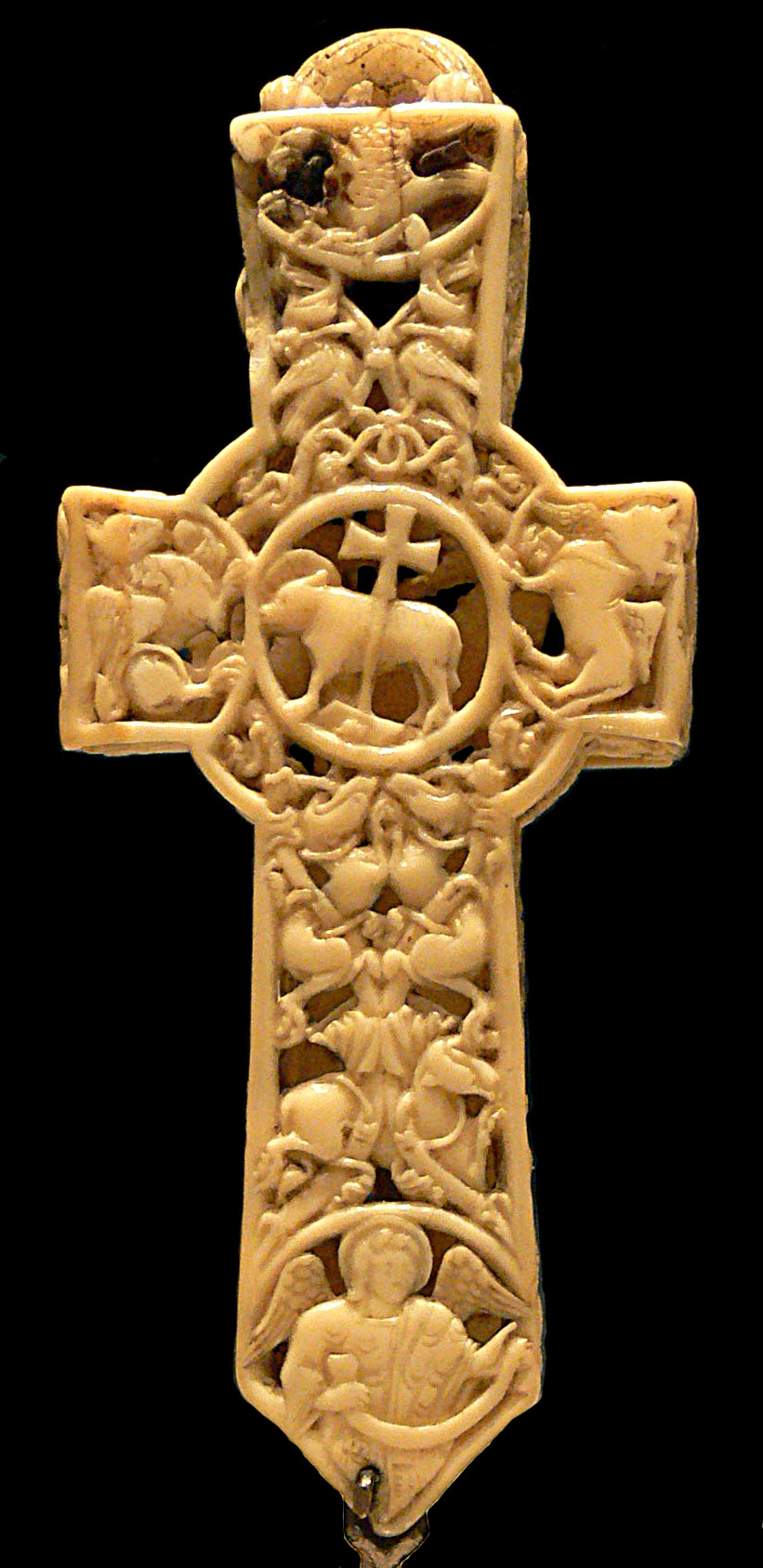
Релікварій з моржової кістки у формі хреста, 11 ст. (музей Вікторії та Альберта)

Англо-саксонське мистецтво (англ. Anglo-Saxon art) охоплює мистецтво, створене в англосаксонський період англійської історії, починаючи зі стилю періоду міграції, який англосакси принесли з собою з континенту в 5 столітті, і закінчуючи 1066 роком Норманського завоювання.
Два періоди видатних досягнень були у 7-8-му століттях, коли були створені вироби по металу і коштовності з Саттон Гу та ряд чудових манускриптів, та періоді після бл.950 року, коли відбулося відродження англійської культури після закінчення вторгнень вікінгів.
До моменту Норманського завоювання перехід до романського стилю був практично завершений. Важливі художні центри (наскільки це модна визначити) були зосереджені в різних кінцях Англії — в Нортумбрії, особливо в ранній період, та Вессексі і Кенті поблизу південного узбережжя.
Англосаксонське мистецтво збереглося переважно в ілюстрованих рукописах, англосаксонській архітектурі, ряді дуже витончених різьблень по слоновій кістці і деяких виробах з металу та інших матеріалів. Opus Anglicanum («Англійська праця») була визнана кращою вишивкою періоду в Європі, хоча вціліло лише кілька штук англо-саксонського періоду (гобелен з Байо є скоріше іншим сортом вишивки, набагато більшого масштабу). Як і в більшості країн Європи в той час, англосакси найбільш високо цінували роботу по металу, але з неї майже нічого не збереглося — було колосальне розграбування англо-саксонських церков, монастирів і майна розкуркулених дворян новими норманськими правителями у перші десятиліття після завоювання, а також скандинавами перед ними, а англійська реформація знищила залишки;  більшість вцілілого — на континенті. Англо-саксонський смак надавав перевагу яскравості і кольоровості, і часто потрібно застосувати уяву, щоб побачити розкопані або зношені предмети у їх початковому вигляді.
Мабуть, найвідомішим твором англо-саксонського мистецтва є гобелен з Байо, який був замовлений норманським покровителем у англійських митців, що працювали в традиційному англо-саксонському стилі. Англо-саксонські художників також працювали по фресках, каменю, слоновій і китовій кістці (напр., Франкська скринька), по металу (наприклад, броша Фуллера), склу і емалі. Багато прикладів були знайдені за допомогою археологічних розкопок, а деякі з яких просто збереглися протягом століть, особливо в храмах на континенті, оскільки вікінги, нормани і іконоборство Реформації не залишили практично нічого в Англії, крім книг і археологічних знахідок.

## Огляд

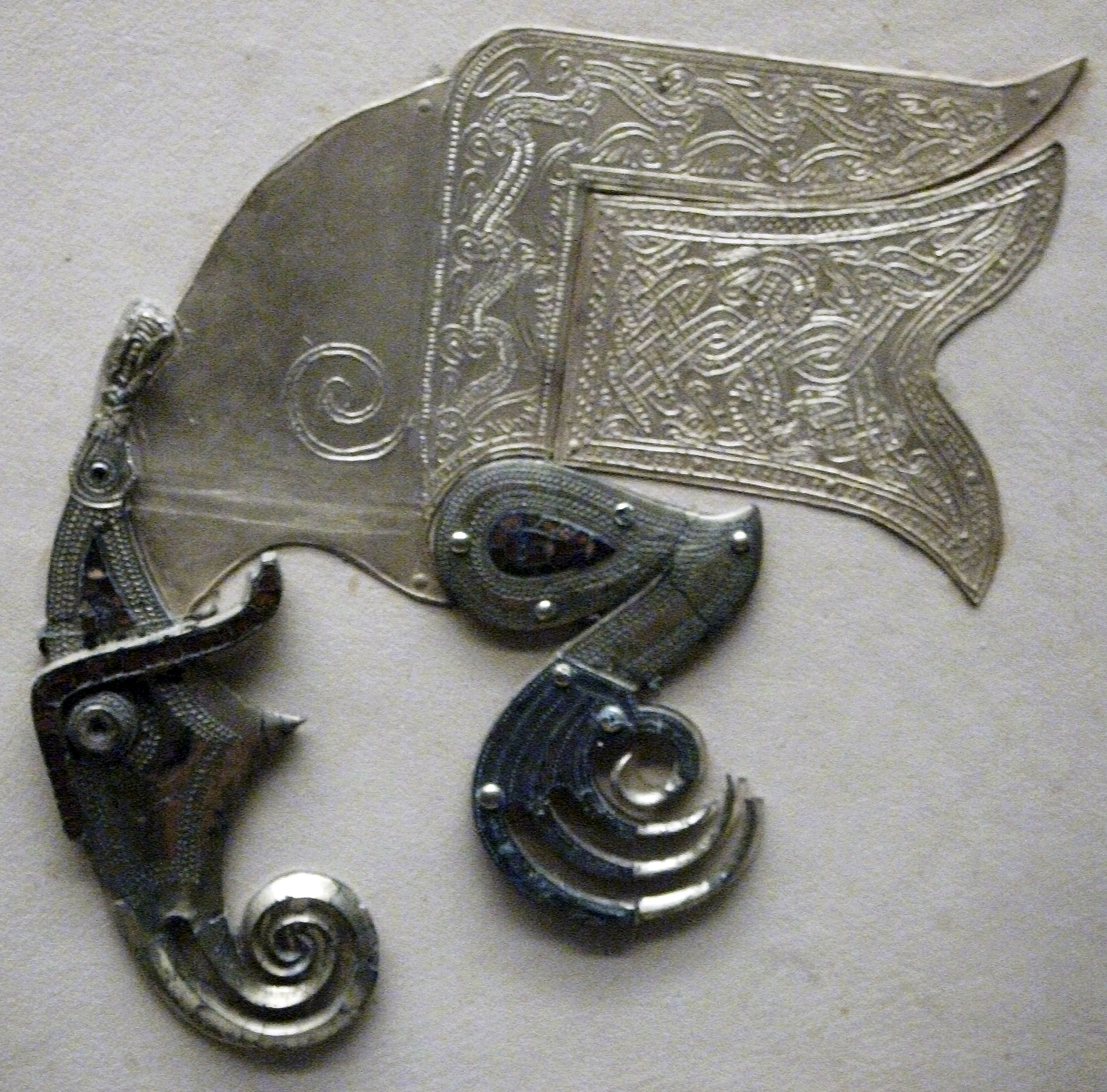
Птах зі щита Саттон-Гу (часткова репліка)

Роботи по металу — це чи не єдина форма, в якій збереглися найранніші форми англо-саксонського мистецтва, переважно в ювелірних виробах германського стилю (застібки та оздоблення одягу і зброї), які, до християнізації англо-саксонської Англії, часто поміщались в поховання. Після навернення у християнство, яке зайняло більшу частину 7-го століття, злиття германських англо-саксонських, кельтських та пізньоантичних прийомів і мотивів, разом із потребою у книгах, створили гіберно-саксонський стиль, або острівне мистецтво, який проявляється також у ілюмінованих рукописах і деяких витворах з різьбленого каменю і кістки, які найімовірніше запозичують з декоративних праць по металу, і з подальшим впливом британських кельтів заходу і франків. Королівство Нортумбрія на півночі Англії було горнилом острівного стилю у Великій Британії в центрах, таких як абатство Ліндісфарн, засноване бл. 635 як відгалуження ірландського монастиря на острові Іона, і абатство Монквермоут-Джарроу (674), яке сповідувало континентальне християнство. Приблизно в той же час, як створювалось острівне Ліндісфарнське євангеліє на початку 8 століття, Псалтир Веспасіана з Кентербері на півдні, де місіонери з Риму мали свій штаб, показує абсолютно інший стиль, оснований на класичному мистецтві. Ці два стилі змішувались і розвивались разом і в наступному столітті мали результатом зрілий англо-саксонський стиль.
Проте англо-саксонське суспільство було масово порушено в 9 столітті, особливо другій половині, вторгненнями вікінгів, і кількість значущих об'єктів, які збереглися, значно падає, а їх датування стає ще туманнішим, ніж  створених на століття раніше. Більшість монастирів на півночі були закриті протягом багатьох десятиліть, якщо не назавжди, і після Кентерберійської Біблії (до 850 року, можливо і раніше), «ніяких серйозних ілюмінованих манускриптів не відомо аж до десятого століття». Король Альфред (871—899) утримував вікінгів на лінії, що йде по діагоналі через середину Англії, над якою вони оселилися в Денло, і були поступово інтегровані в те, що було єдиним англо-саксонським королівством.
Заключний етап англо-саксонського мистецтва знаний як Вінчестерська школа, хоча в цьому стилі вироблялись предмети в багатьох центрах на півдні Англії, і, можливо, також в Мідлендсі. Елементи цього стилю починають показуватись близько 900 р., але перші великі рукописи з'являються навколо 930-х. Стиль поєднував впливи континентального мистецтва Священної Римської імперії з елементами старішого англійського мистецтва, і мав деякі окремі елементи, в тому числі і нервовий схвильований стиль драпірування, якому відповідають фігури, особливо в кресленнях лише лініями, які є єдиним видом зображень у багатьох рукописах; він залишився особливо помітним в середньовічному англійському мистецтві.

## Манускрипти

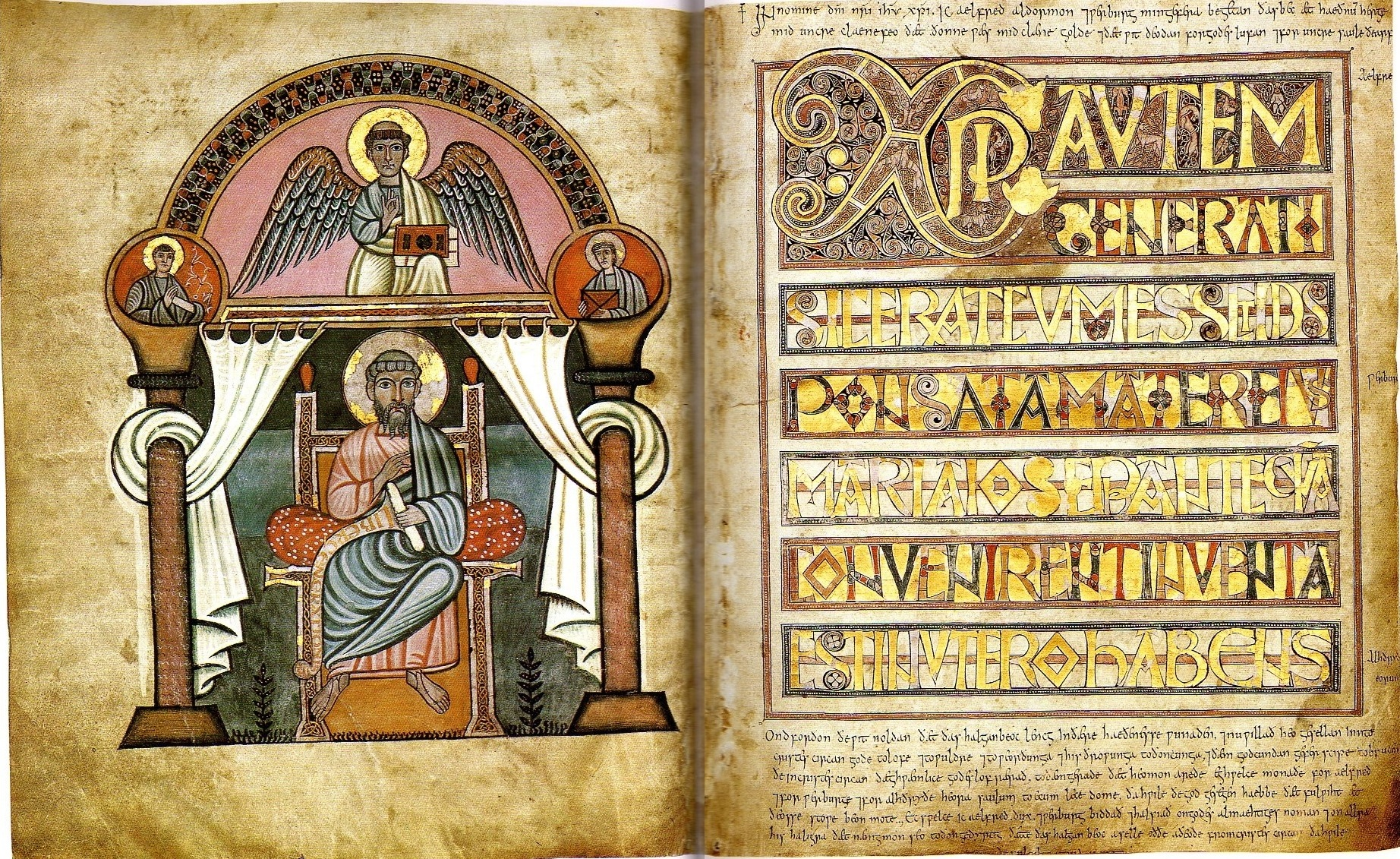
Портрет євангеліста Матвія і інципіт з Стокгольмського золотого кодексу, одного з «групи Тиберія», демонструє нортумбрійський острівній стиль і континентальній стиль наслідування античності, які поєднувались і змагалися в ранніх англо-саксонських рукописах.

Раннє англо-саксонське ілюмінування манускриптів є частиною острівного мистецтва (поєднання впливів середземноморських, кельтських та германських стилів), яке виникло, коли англо-сакси зіткнулися з ірландською місіонерською діяльністю в Нортумбрії, зокрема на Ліндісфарні і Йоні. У той же час Григоріанська місія з Риму і її наступники імпортували континентальні рукописи, такі як італійські «Євангелія Святого Августина», і протягом значного періоду, два стилі з'являються змішаними в різних пропорціях в англо-саксонських рукописах. У Ліндісфарнському євангелії (близько 700—715 рр.) є килимові сторінки і острівні буквиці, безпрецедентні по своїй складності і витонченості, але портрети євангелістів чітко дотримуються італійських зразків, істотно спрощують їх, неправильно зрозуміють деякі деталі пейзажу і вставляють їх в рамку з переплетеними кутами. Портрет Святого Матвія оснований на тій же італійській моделі, або дуже схожій, яка використовувалась для фігури Ездри, яка є однією з двох великих мініатюр в рукописі Аміатінуса (до 716 р.), але стиль там зовсім інший, «спроба ввести чисто середземноморський стиль в англо-саксонську Англію», яка провалилася, як «можливо, дуже просунута», залишивши ці образи, мабуть, як єдиний доказ.
Іншу суміш можна побачили на початку «Стокгольмського золотого кодексу» (середина 8-го століття, зліва), де портрет євангеліста зліва є послідовною адаптацією італійського стиля, ймовірно близько наслідує якийсь втрачений зразок, хоча і додає сплетіння у форму стільця, а текст сторінки праворуч переважно виконаний в острівному стилі, особливо перша строка, з сильними кельтськими спіралями і сплетінням. Наступні рядки мають спокійний стиль, типовіший для франкських рукописів того періоду. Але майже напевно обидві сторінки створив один митець і дуже впевнено в обох стилях; портрет євангеліста Івана має кругляшки з кельтським спіральним орнаментом, найімовірніше взятим з емальованих щитів підвісної чаші. Це один з так званих рукописів «групи Тиберія», які схилялись у бік італійського стилю, і, як видається, пов'язані з Кентом, або, можливо, королівством Мерсія в період розквіту «Мерсійського домінування». Це, в звичайній хронології, останній англійський рукопис, в якому знайдено «пророблені спіральні узори у формі труб».

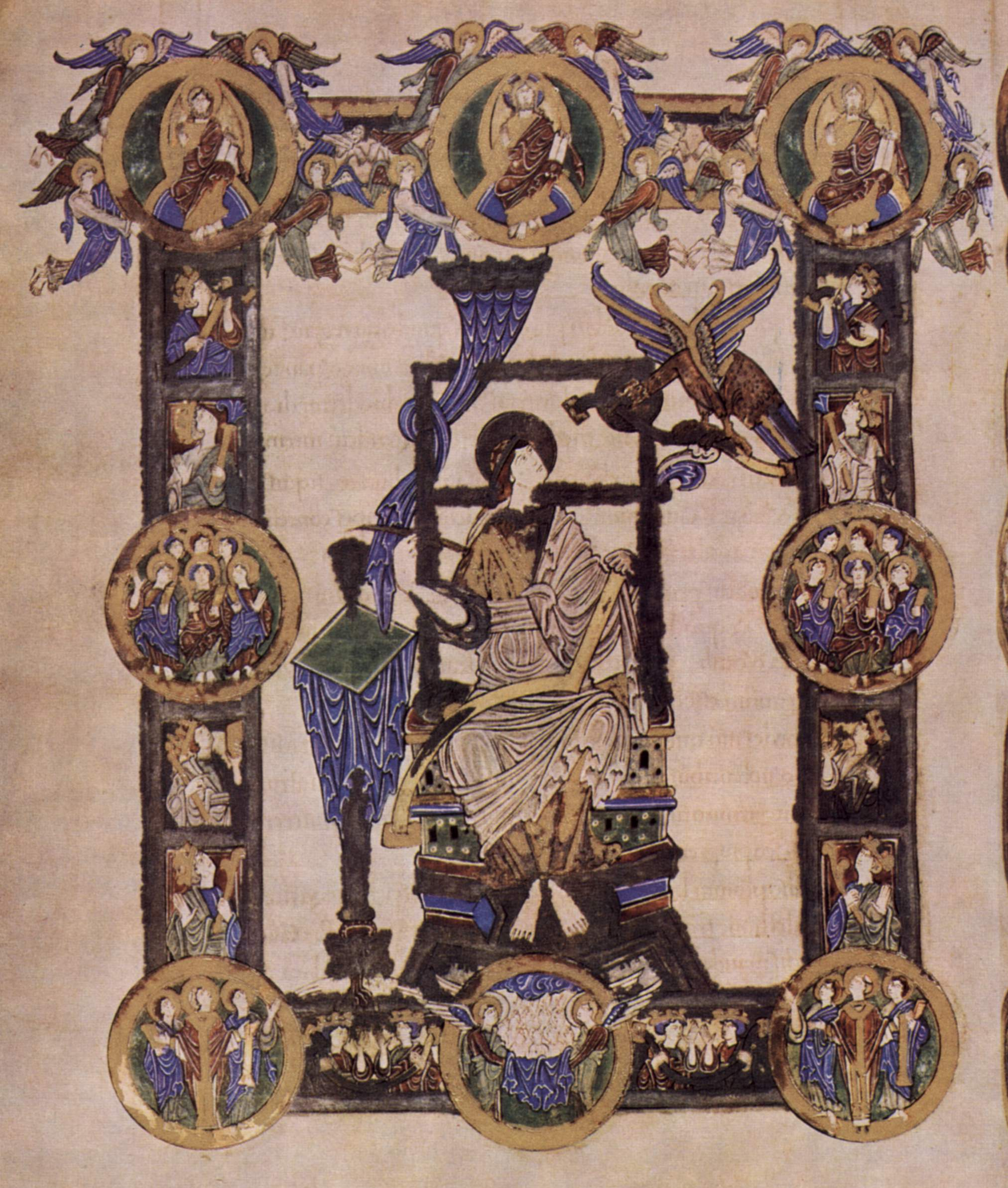
Портрет євангеліста з «Грімбальдського Євангелія», початок 11 століття, пізній вінчестерський стиль.

З 9-го століття, особливо другої половини, є дуже мало великих вцілілих предметів, зроблених в Англії, але це був період, коли острівний і англо-саксонський вплив на каролінзькі рукописи був в самому розпалі, від скрипторіїв, наприклад, в англо-саксонській місії в абатстві Ехтернах (хоча важливі «Ехтернахські Євангелія» були створені в Нортумбрії), до великого монастиря у Турі(куди за Алкуїном вирушив ще один англо-саксонський абат), що охоплює період від 796 до 834 р. Хоча власну бібліотеку абатства в Турі зруйнували нормани, понад 60 ілюмінованих рукописів 9-го ст. зі скріпторія вціліли. Їх стиль показує багато запозичень з англійських зразків, особливо на сторінках з буквицями, де острівний вплив залишався видимими в Північній Франції аж до 12 століття. Англо-саксонські металеві вироби, виготовлені в довкола Зальцбургу в сучасній Австрії, мають відповідник серед манускриптів — «Кутберхтське Євангеліє», що зберігається у Відні.
У 10 столітті в Англії острівні елементи обмежувались декоративними елементами, коли утворювався перший етап «Вінчестерського стилю». Перший рослинний орнамент, з листям і виноградом, вже відомий у «Санкт-Петербурзькому Беді», який, ймовірно, може бути датований 746 р. Інша велика буквиця у рукописі є перша буквиця з вписаним малюнком (тобто та, яка містить портрет або сцену, тут Христа або святого) у всій Європі. Похідний від класичних сувій з лози або рослин значною мірою витіснив сплетіння в ролі домінуючого наповнювача декоративних просторів в англо-саксонському мистецтві, як і в більшості країн Європи, починаючи з Каролінзького мистецтва, хоча в Англії тварини всередині сувоїв зустрічались набагато частіше, ніж в інших країнах. Протягом певного тривалого часу сувої, особливо на виробах з металу, кістки або слонової кістки, переважно мали голову тварини на одному кінці і рослинні елементи на іншому. Всі ці зміни не були обмежені рукописами, і, можливо, не були викликані стилем рукописів, але рукописів збереглась більша кількість, ніж інших предметів, навіть якщо в більшості випадків ілюмінація обмежується ініціалами і, можливо, кількома мініатюрами. Кілька масштабних проєктів ілюмінації рукописів того часу залишились незавершеними, напр. як «Староанглійське Шестикнижжя» (англ. Old English Hexateuch), яке має близько 550 сцен в різних стадіях завершення, що дає уявлення про методи роботи. Ілюстрації дають старозавітним епізодам сучасну створенню рукопису обстановку, а тому є цінними зображеннями англосаксонського життя.
Рукописи Вінчестерської школи збереглися лише з періоду після 930-х років; це збіглося з хвилею відродження і реформ в англійському чернецтві, які підтримував король Етельстан (правив 924/5-939) і його наступники. Етельстан просував Данстана (909—988), практикуючого ілюмінатора, зрештою аж до посади архієпископа Кентерберійського, а також Етельвольда та навченого у Франції вікінга Освальда. Ілюмінація в новому стилі з'являється в рукописі біографії Св. Катберта, складеної Бедою, який Етельстан подарував монастирю у Честер-Ле-Стріт бл. 937 року. У рукописі є портрет-посвячення, який зображує короля, що вручає рукопис Святому, де обидва стоять біля великої церкви. Це перший реальний портрет англійського короля; він створений під сильним впливом Каролінзького стилю з елегантним розмальованим кантом. Однак буквиці в тексті оригінально об'єднують каролінзькі елементи зі звіриними формами. Мініатюри, яки були додані в Англії до створеного на континенті «Етельстанського псалтиря» починають проявляти англо-саксонську жвавість в малюнку фігур в композиціях, заснованих на каролінзькій і візантійської моделях, і протягом наступних десятиліть розвивається виразний вінчестерський стиль з схвильованим драпіруванням і складними кантами.
«Книга благословінь Св. Етельволда» (англ. Benedictional of St. Æthelwold) є шедевром пізнього вінчестерського стилю, який звертався до острівного, каролінзького і візантійського мистецтва, щоб створити важчий і грандіозніший стиль, де наслідуюче класичні приклади акантове листя іноді здається занадто пишним. Англо-саксонська ілюстрація включала багато жвавих малюнків пером, на які найбільший вплив мав каролінзький «Утрехтський псалтир» (зберігався у Кентербері з близько 1000 р.); «Псалтир Харлі» є його копією. «Псалтир Ремсі» (бл. 990) містить сторінки, як з розфарбованими, так і з тонованими стилями малюнків, в тому числі першу буквицю «Beatus..» з «левовою маскою», а «Псалтир Тиберія», з останніх років до завоювання Англії норманнами, використовує переважно тоновані малюнки. Англо-саксонська культура і ті роки почала входити в більший контакт і обмін впливів з континентальною латинською середньовічною Європою. Англо-саксонський малюнок мав великий вплив у Північній Франції протягом 11 століття, у так званий «школі Ла-Маншу», а острівні декоративні елементи, такі як сплетіння, залишились популярними до 12 ст. у франко-саксонському стилі.

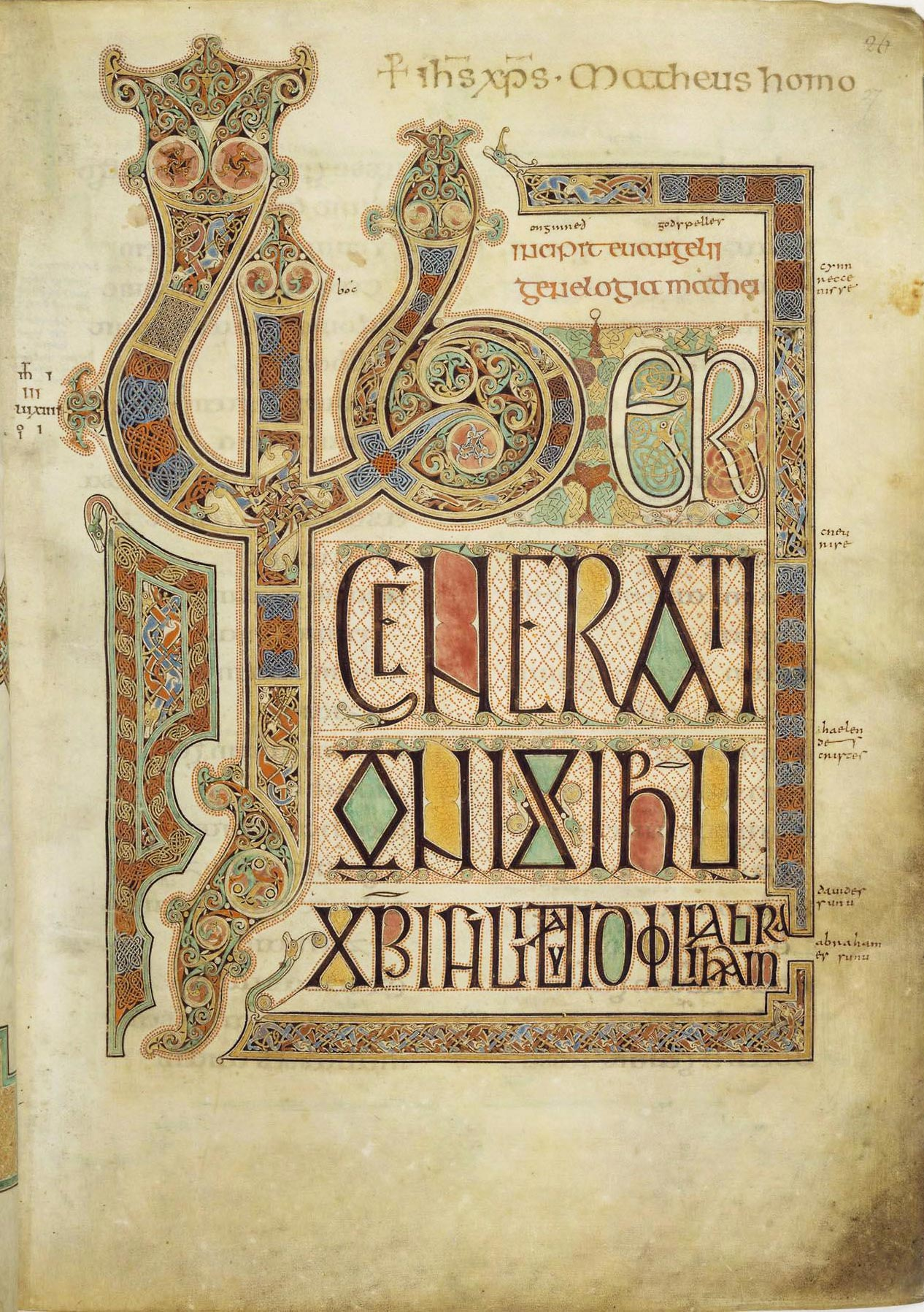
Інсіпіт Матвію з Ліндісфарнського євангелія
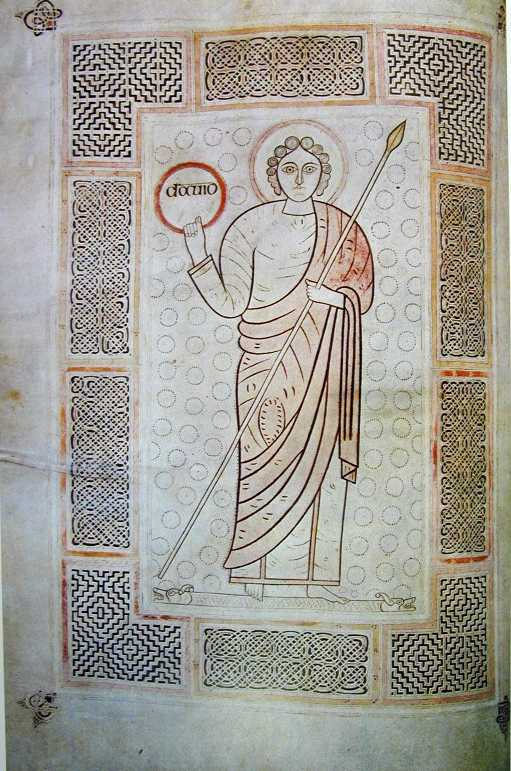
Давид з "Даремського Кассіодора", рідкісного не-літургійного рукопису раннього періоду.
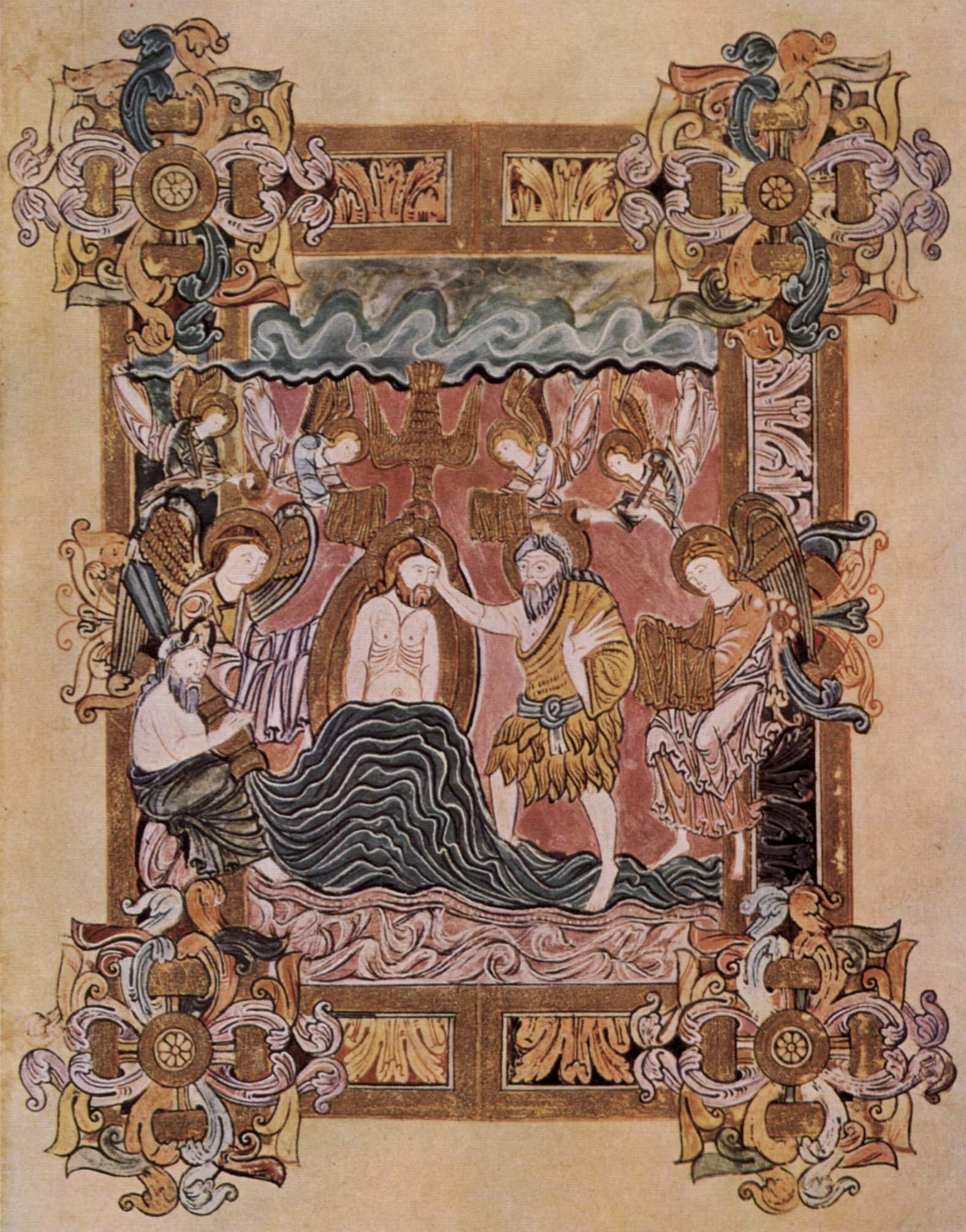
"Хрещення Христа" з "Книги благословінь Св.Етельволда", 970-ті.
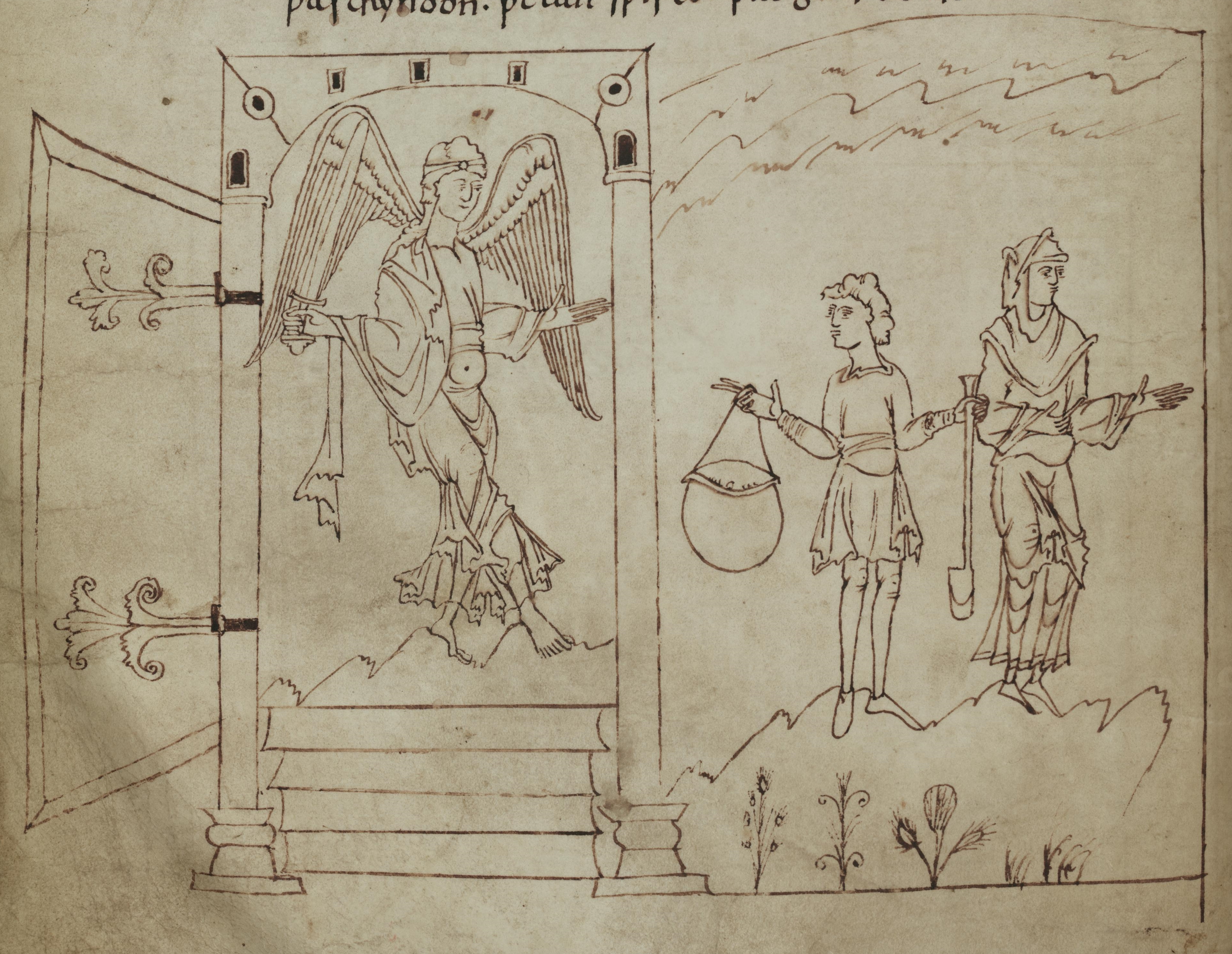
На цьому малюнку зі стор. 46 "Кедмонського манускрипту", показаний ангел, що охороняє ворота Раю після вигнання Адама і Єви.

## Роботи по металу

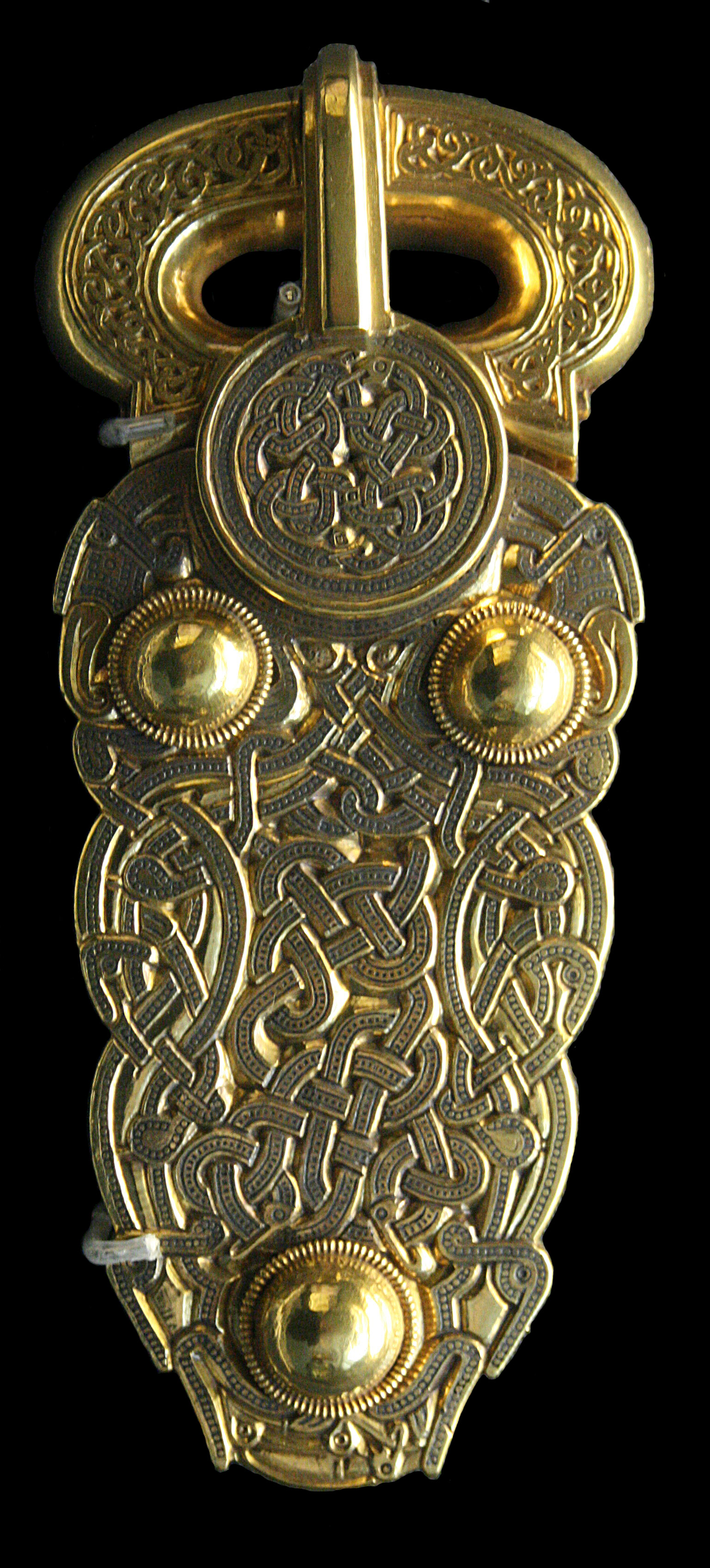
Пряжка з Саттон Гу, золото і чернь

Язичницькі англо-саксонські вироби з металу спочатку використовували орнаменти германського звіриного стилю I і II, що можна було б очікувати від недавніх мігрантів, але поступово розвивається характерний англо-саксонський вигляд, напр. у стилі брошей-квойт 5-го століття. Брошам у формі круглих дисків надавали перевагу над розкішнішими виробами — фібулами у континентальних стилях та романо-британськими кельтськими брошами; «броша з ферми Харфорд» є прикладом 7-го ст.
Прикраси включали «клаузоне» (перегородчасту емаль), золото і гранати для високостатусних виробів. Попри значну кількість інших знахідок, відкриття корабля-поховання в Саттон Гу (ймовірно, з 620-х років) трансформувало уявлення про історію англо-саксонського мистецтва, показавши рівень складності і якості, які виявилися абсолютно несподіваними для того часу. Найвідомішими предметами знахідки є шолом і кришка гаманця зі схожим орнаментом, ремінь та інші прикраси короля, похованого там; вони допомогли зрозуміти джерело походження багатьох елементів стилю острівних манускриптів в англо-саксонському мистецтві, що раніше викликало багато суперечок.

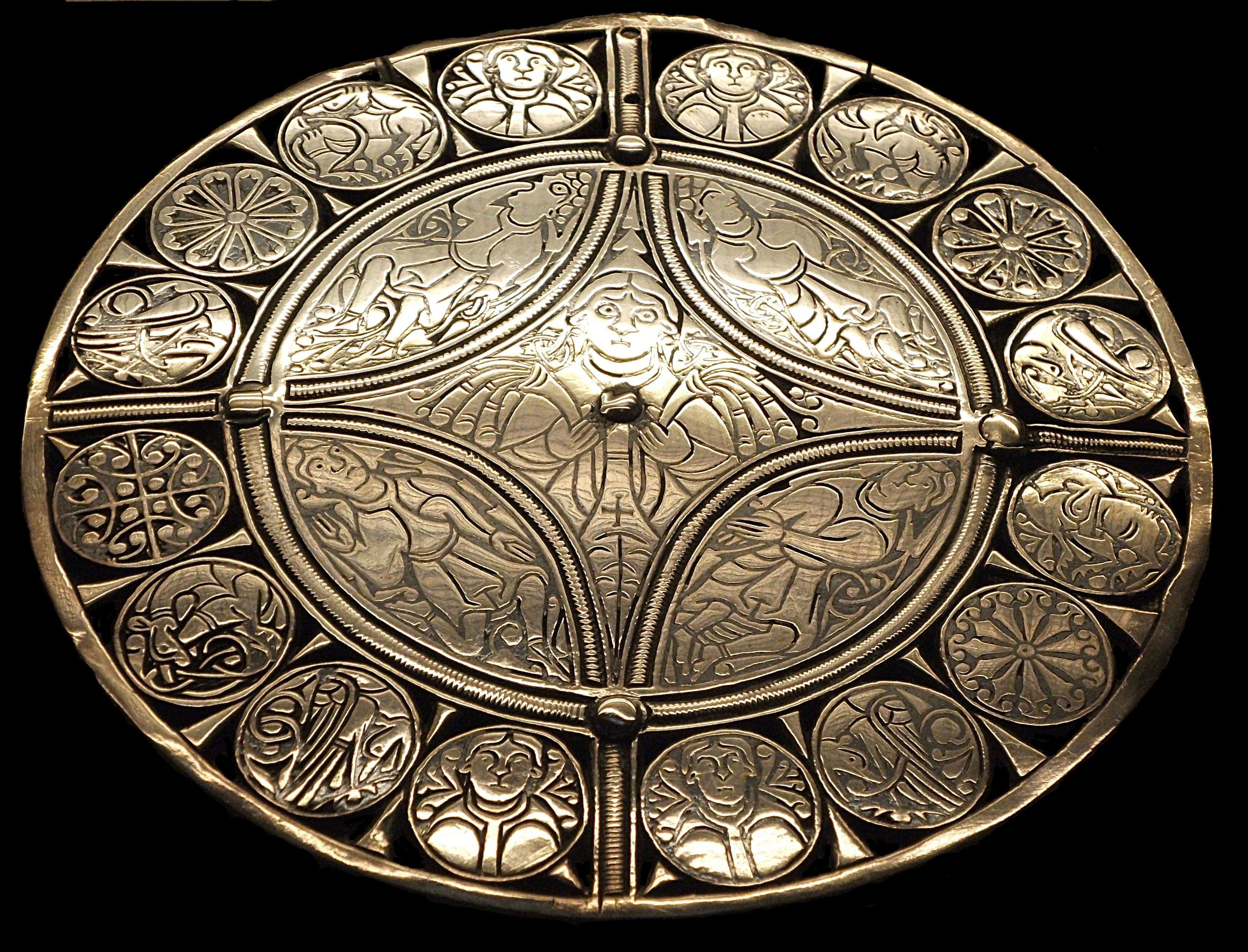
Броша Фуллера

До 10-го століття англо-саксонські вироби з металу були відомі аж до Італії, де англійські ювеліри працювали над пластиною для вівтаря в старій базиліці Святого Петра в Римі, але майже нічого не збереглося після безчинств норманського завоювання в 1066 році і англійської реформації; не збереглися жоден з великих виробів, про які є відомості, — ковчеги, двері і статуї, а той час як декілька сучасних їм континентальних прикладів вціліли.
Одним з небагатьох митців, чиє ім'я відоме і є описи його праць, є монах-митець Сперхавок 11 ст. За даними декількох джерел, в тому числі норманського літописця Гошеліна, який знав його особисто, Сперхафок «був видатний в живописі, золотому гравіруванні і ювелірному ремеслі», де під живописом ймовірно малися на увазі малюнки ілюмінованих рукописів. Ймовірно, саме його художні роботи привели його у контакт з королівською сім'єю і сприяли його швидкому просуванні по службі в церкві. Навіть такі неточні дані є цінними доказами того, як виглядали англо-саксонські вироби з металу. Вцілілі англо-саксонські вигравірувані фігури  близькі до набагато численніших намальованих пером малюнків в рукописах, що також були особливістю англо-саксонського стилю. Фрески були також, мабуть, часто створені ілюстраторами рукописів. Тому опис Гошеліна вказує на митця, який був вправних у основних галузях англо-саксонського образотворчого мистецтва, з яких ювелір був тоді найпрестижнішим. Один з мирських ювелірів 11 століття навіть був теном.

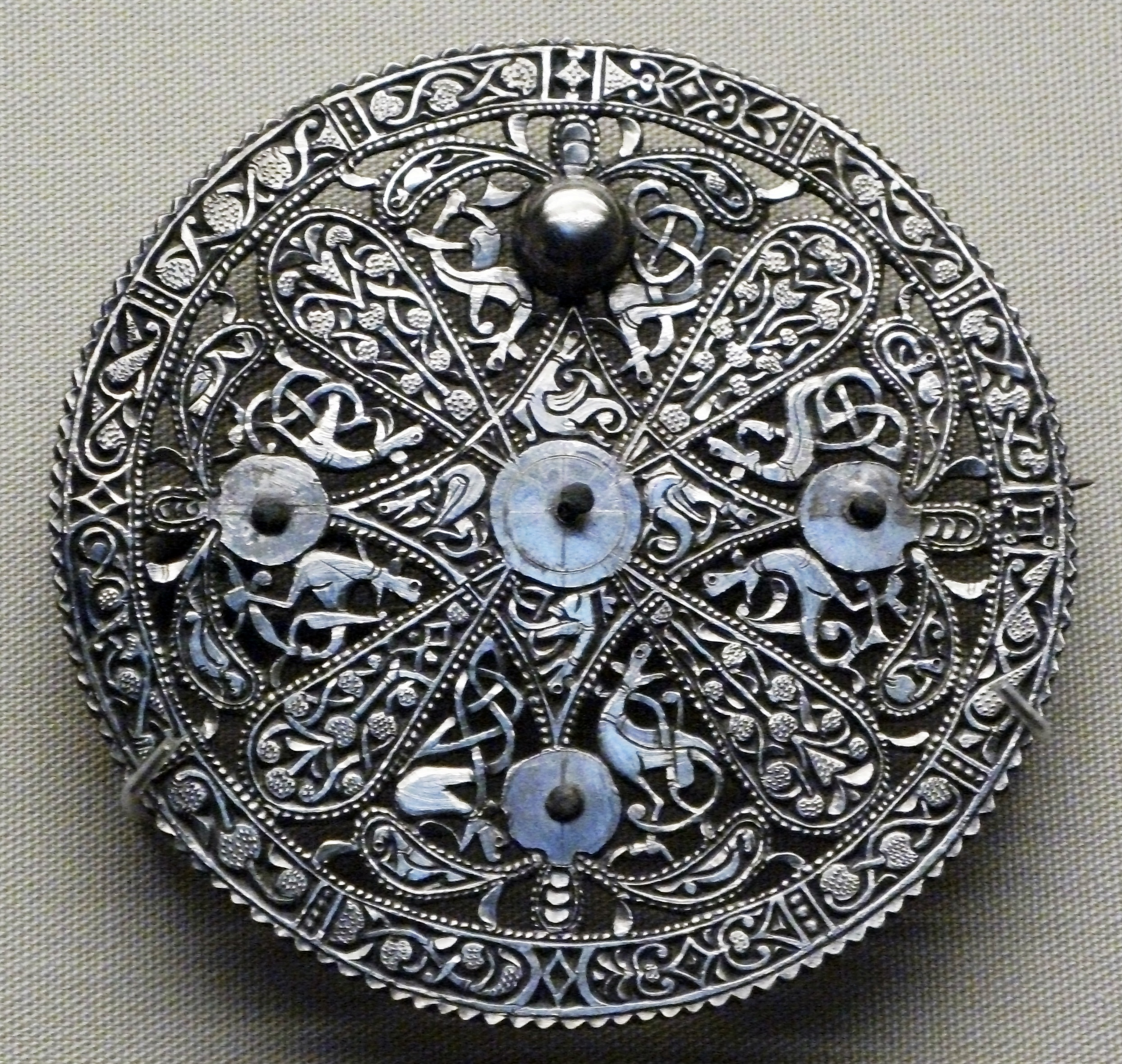
Брошка з скарбу Пентні, стиль Тревіддл.

Багато монастирських художників досягли керівних посад; кар'єра Сперхавока у виробах з металу була менш сенсаційно повторена його сучасником Маннігом, абатом Івшема (абат 1044—1058, помер 1066), а за століття до того Святий Дунстан був дуже успішним архієпископом Кентерберійським. Як і у Сперхавока, біографію Манніга з деякими подробицями наведено в літописі, який зберігався в його абатстві. За легендою, в його роботі також було чудо — мирський ювелір Годрик пробив його руку шилом в ході роботи над великим ковчегом в Івшемі, і вона чудесним чином зцілилась за одну ніч. Сперхавок і Манніг є єдиними ювелірами, про з яких є детальніша інформація, а інформація про Годрика, керівника команди, яку Манніг залучив до роботи над ковчегом в храмі, є унікальним явищем серед збережених свідоцтв. Близько двадцяти років після чуда, він приєднався до абатства Івшем, ймовірно на пенсії, а його син згодом став там пріором.
В останньому столітті періоду відомі ряд великих фігур з дорогоцінного металу; ймовірно, вони були зроблені з тонких листів золота на дерев'яній основі, як «Золота Мадонна з Ессена», найяскравіший приклад цього типу ранньосередньовічного мистецтва, щоб вцілів з будь-якої частини Європи. Вони, здається, були в натуральну величину, або майже так, і переважно були «Розп'яттями», іноді з фігурами Марії та Івана Богослова по обидві сторони. Патронаж великих володарів землі і найбільших монастирів став екстравагантний в цей період, а найбільші пізні англо-саксонської церкви ймовірно були сліпучим видовищем, трохи в стилі східних православних церков. Англо-саксонський смак впивалися дорогими матеріалами і впливом світла на дорогоцінні метали, які були також вишиті на тканині і використовувались у розписі стін. Секції прикрашених елементів деяких великих награбованих творів, таких як релікварії, були розпиляні нападниками-вікінгами і відвезені додому до своїх дружин, які носили їх як прикраси, і деякі з них вціліли і зберігаються у скандинавських музеях.

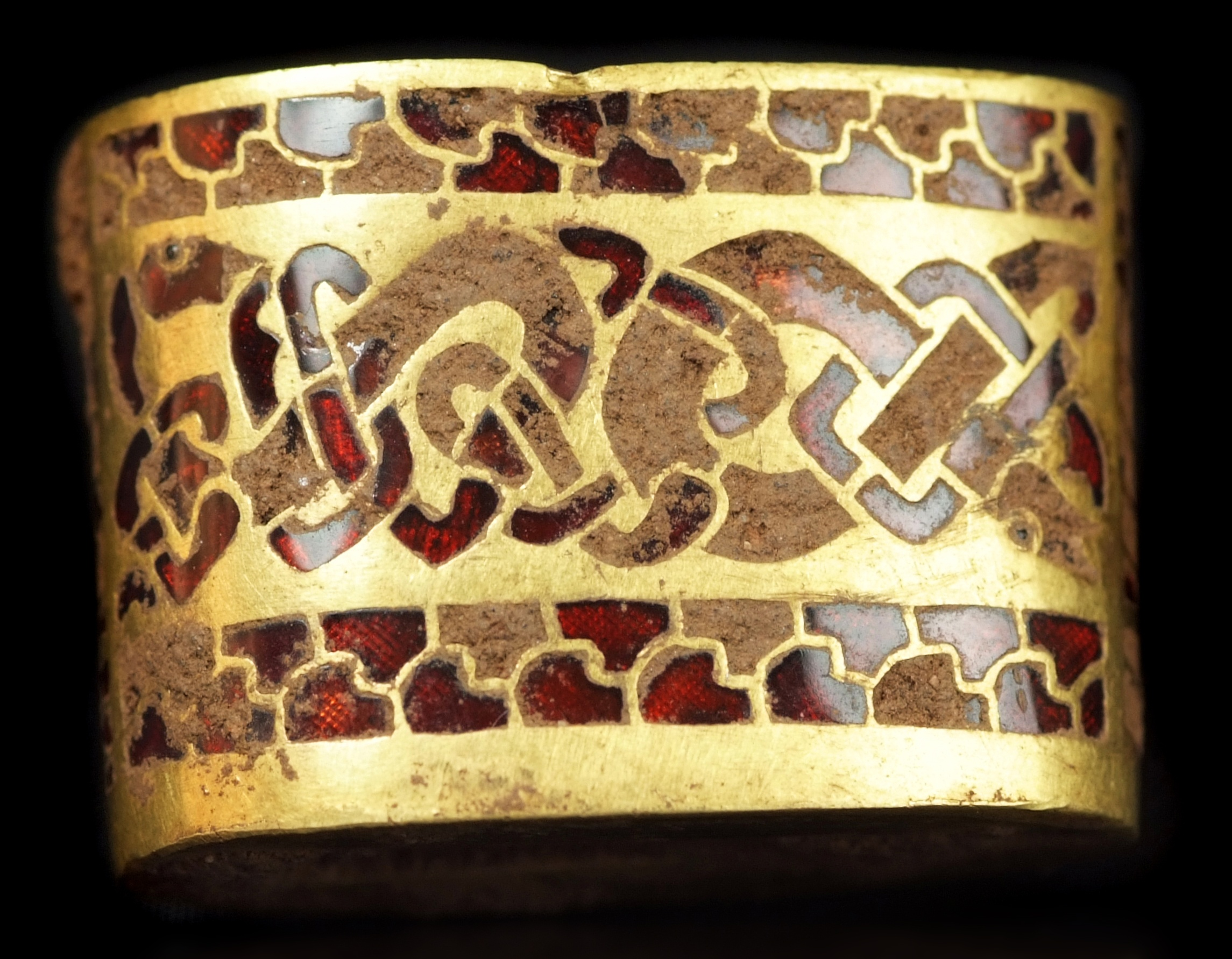
Золотий і гранатовий «клуазоне» (і бруд); війський фіттинг зі Стаффордширського скарбу перед чищенням.

Хоча великі за розміром вироби з металу всі втрачені, вціліли кілька дрібних предметів і уламків, майже всі з них були поховані; останні десятиліття професійної археології, а також використання металодетекторів та глибокої оранки, значно збільшили відому кількість об'єктів. Серед кількох непохованих винятків — броша Фуллера, і дві роботи, виконані в англо-саксонському стилі, завезені в Австрію англо-саксонською місією — чаша Тассило (кінець 8 ст.) та хрест Руперта. Особливо в 9 столітті, англо-саксонський стиль, іноді за натхненням з рукописів, а не металевих прикладів, зустрічається у великій кількості малих ювелірних виробів і інших дрібних прикрас Північної Європи. В самій Англії так звана «коштовність Альфреда», з емалевим обличчям, є найвідомішою серед групи витончених літургійних коштовностей, а також збереглися декілька ряд високоякісних дискових брошей. Найбільш багато прикрашені з літургійних виробів барвисті і складні з інкрустаціями і філігранню, а от скарб Пентні, виявлений в 1978 році, складався з шести чудових брошок з плаского ажурного срібла в «стилі Тревіддл». На них невеликі, але повністю сформовані тварини, не відомих видів, вигинаються і перетинаються зі сплетінням з  листя і вусиків, але без підкресленої геометрією більш раннього «стрічкового» стиля. Броша Едвена, англо-скандинавська срібна дискова броша 11 ст., показує вплив мистецтва вікінгів і падіння раніше високих стандартів мистецтва.
У 2009 році аматором — шукачем з металодетектором в Стаффордширі (колишня Мерсія), був знайдений «Стаффордширський скарб», великий скарб з понад 1500 фрагментів виробів по металу 7 і ?8 століття, переважно з золота і військового характера, багато з них з високоякісним золотим і гранатовим «клуазоне». Ювелірні вироби набагато частіше зустрічаються у похованнях раннього язичницького періоду, оскільки християнство засуджувало поховальні предмети, навіть особисті речі померлого. Ранні англо-саксонські ювелірні вироби включали різні типи фібул, які близькі до їх континентальних германських еквівалентів, але до Саттон Гу вони рідко були видатної якості.
Найбільш ранні англо-саксонський тип монети, срібний скіт (англ. sceat), змусив майстрів, яким без сумніву дали завдання скопіювати давньоримський і сучасні їм континентальні стилі, працювати за межами їх традиційних форм і умовностей в частині голів на аверсі, результати чого різноманітні і часто переконливі. Пізніші срібні пенси, які мали переважно лінійні рельєфи королівських голів в профіль на лицьовій стороні, однорідніші, як представники того, що було шановною валютою за тогочасними європейськими стандартами. Також збереглися декілька цілісних саксів (англ. seax, тип ножів) з написами і орнаментами, і фітинги до мечів та іншого військового знаряддя, які були важливою формою ювелірних виробів. Потрібен цілий трактат про соціальний статус, щоб сказати, що просте володіння позолоченим мечем не робило людину керлом, найнижчим рангом вільних людей.

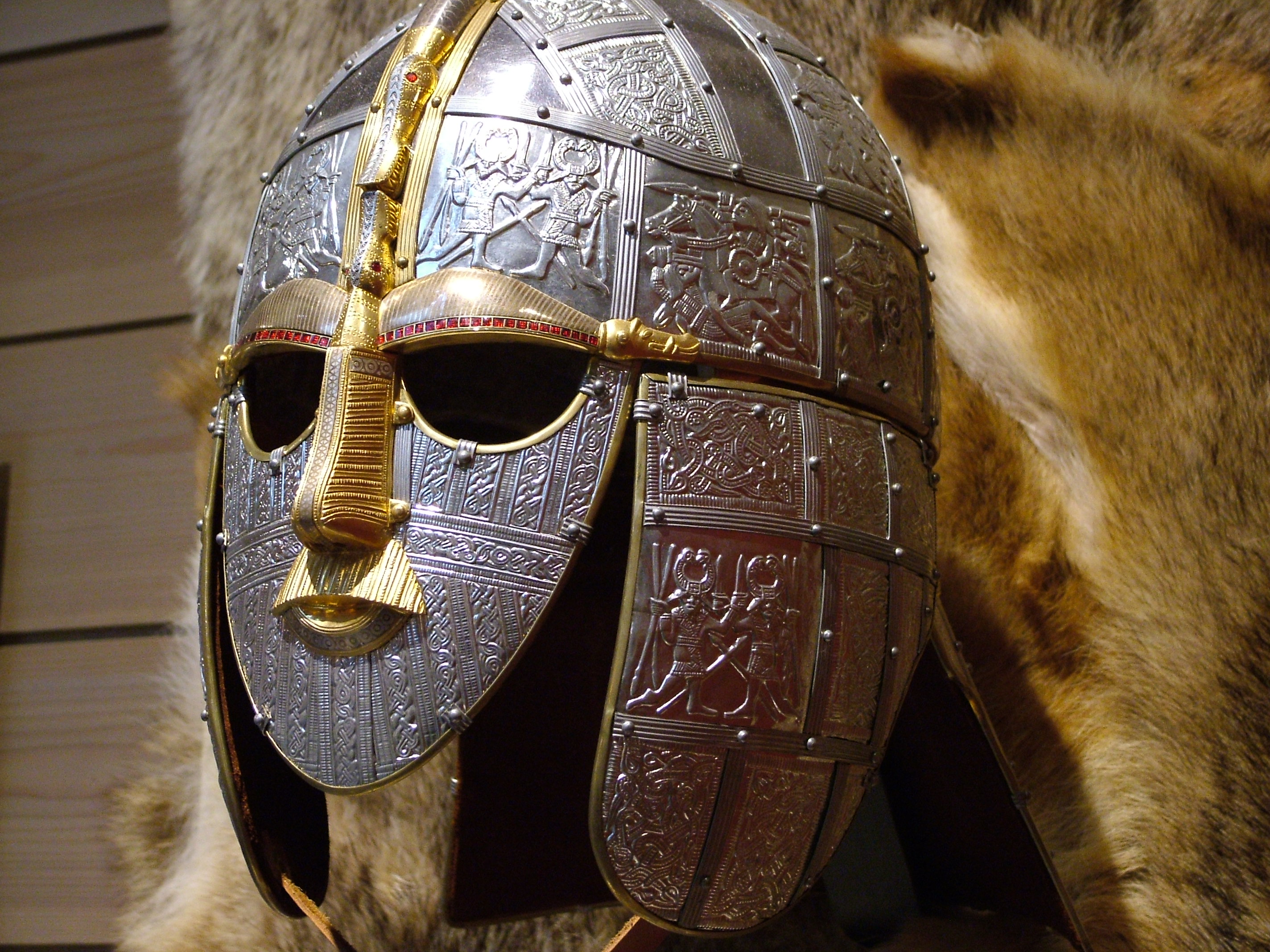
Репліка шолома з Саттон-Гу
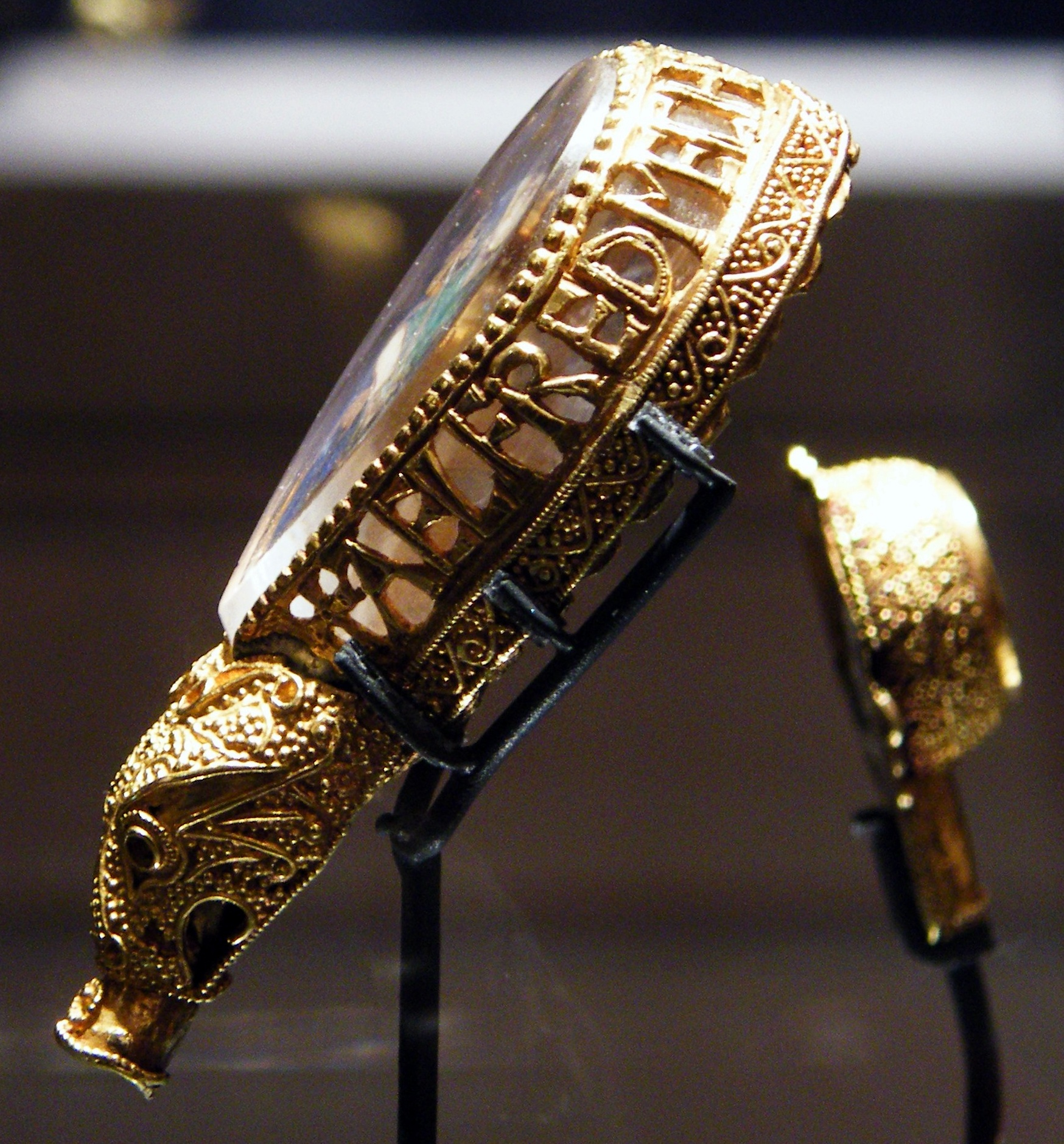
Коштовність Альфреда, можливо покажчик для читання, з вставленим стилом
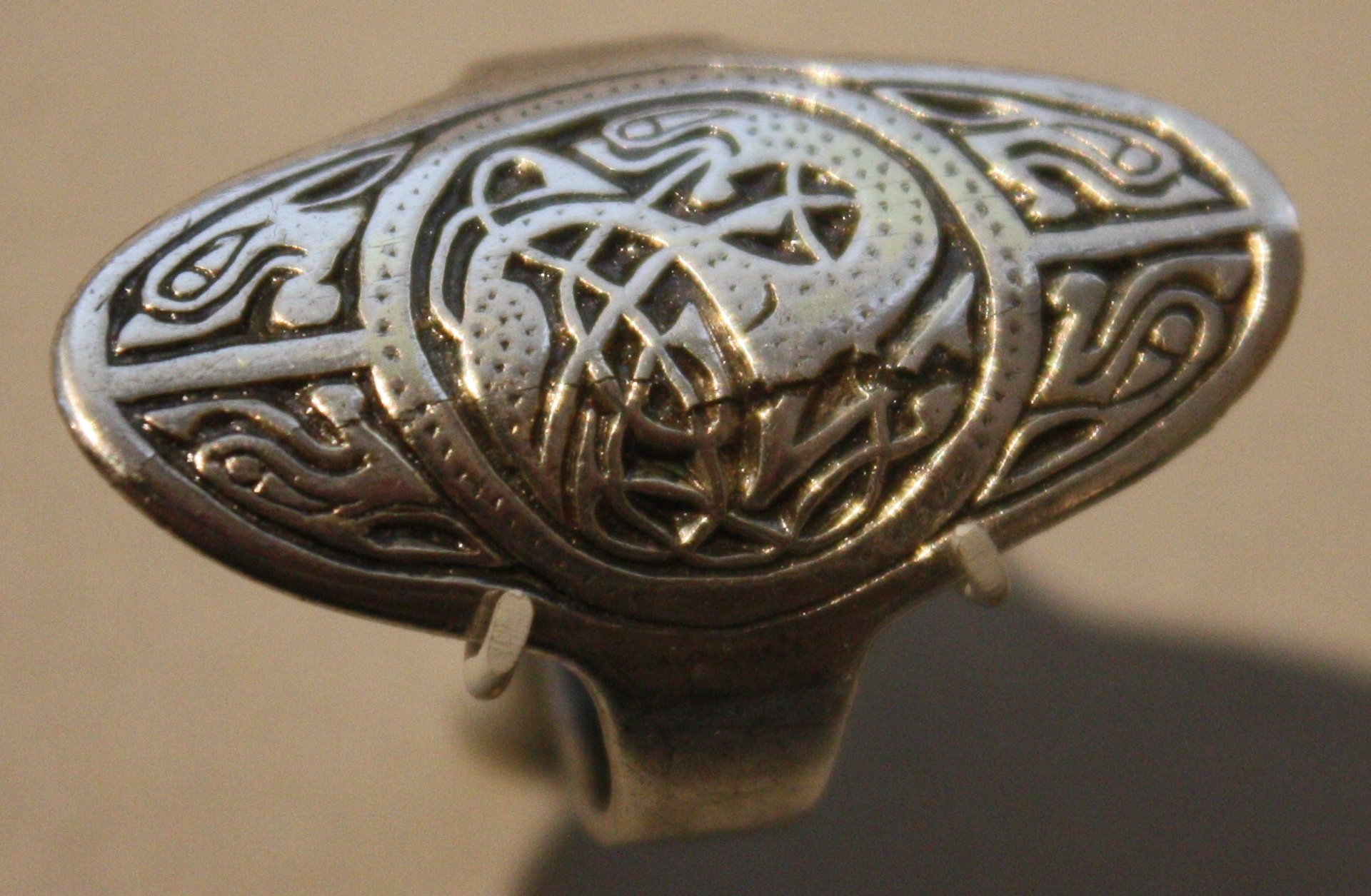
Кільце, 775-850, в стилі Тревіддл
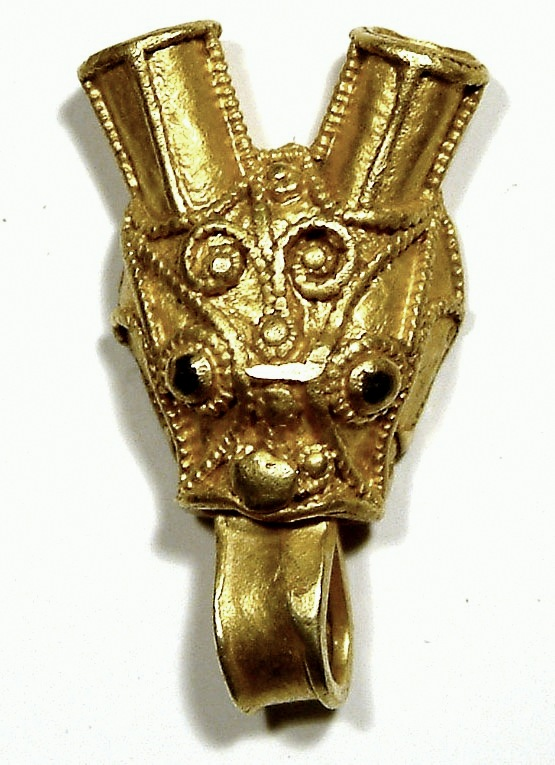
Саттон на Форест Маунт. Незвичайне кріплення для ременів у вигляді голови тварини
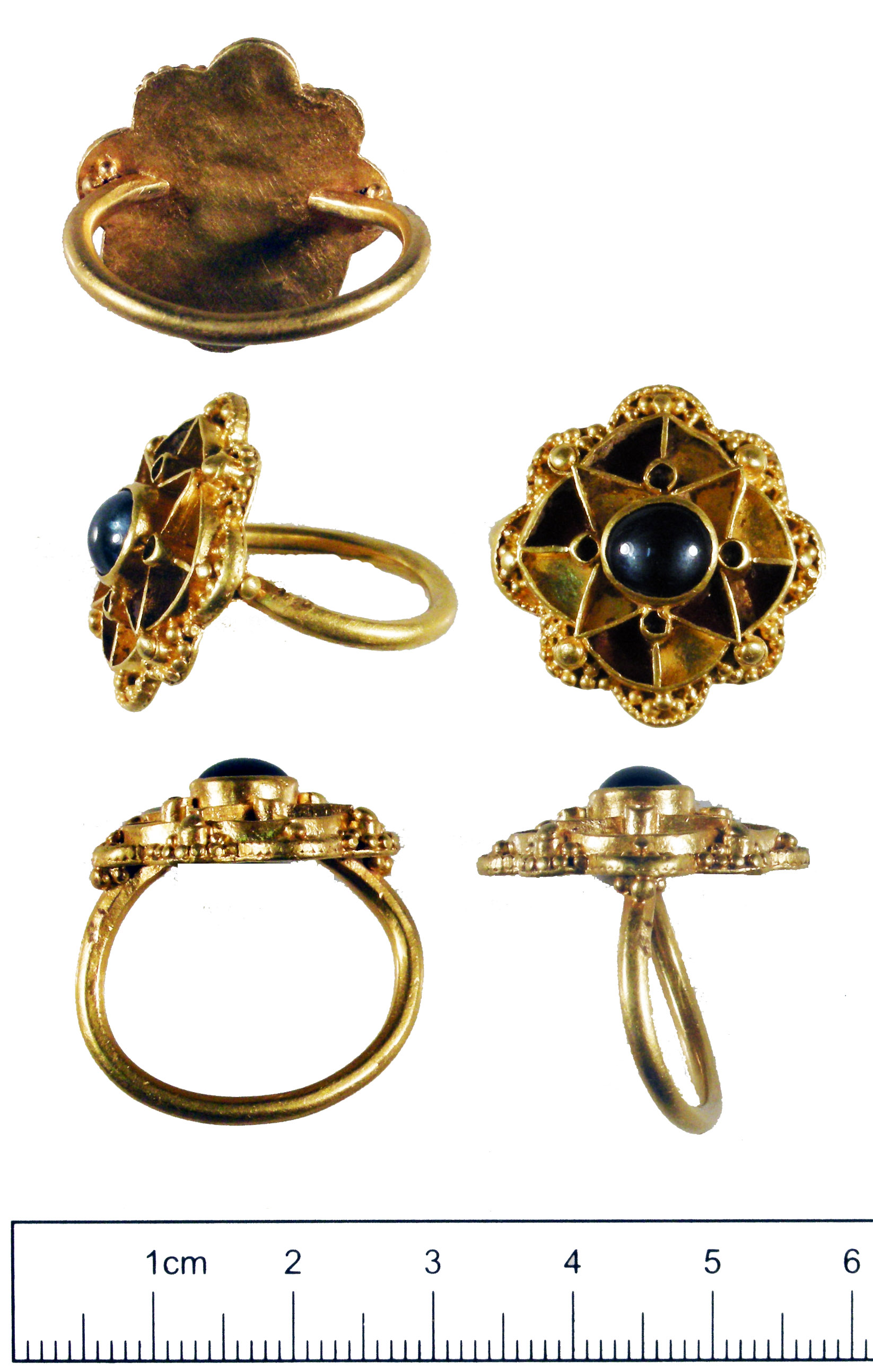
Ескрікське кільце із золота з сапфіром і скляною вставкою

## Монументальна скульптура і фрески

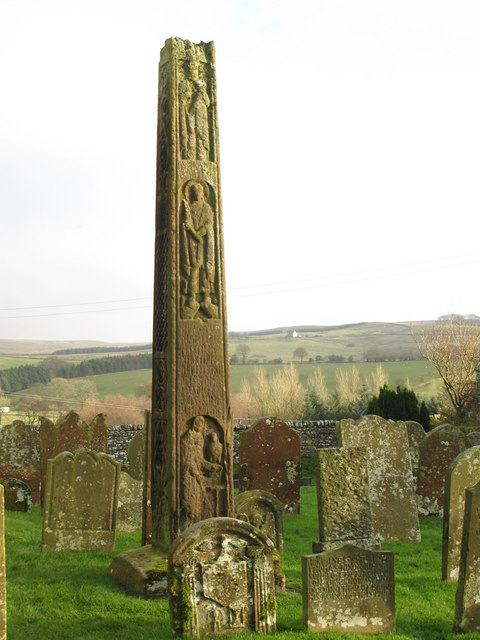
Хрест з Бюкасла

Крім англо-саксонської архітектури, яка збереглася суто в церквах, з лише кількома прикладами переважно незміненого вигляду, монументальна кам'яна скульптура того періоду вціліла у великих кам'яних хрестах, еквівалентних високим хрестам кельтських областей Британії. Більшість скульптур, ймовірно, були розфарбовані, уточнюючи орнамент, який, переважно, був відносно низьким рельєфом не великої точності, а тепер майже весь сильно зношений і вивітрений. Датування, як правило, ускладнене. Дерев'яна скульптура була поширеніша, але майже єдиним вцілілим істотним великим предметом є саркофаг Святого Кутберта у Даремському соборі, ймовірно, 698 року, з численними лінійними зображеннями, різьбленими або надрізаними в техніці, яка є свого роду великомасштабним гравіруванням. Матеріал найперших хрестів, про які є записи, невідомий, але це цілком могло бути дерево. З різних джерел відомо, що (до її знищення християнами) існувала традиція англосаксонської язичницької монументальної скульптури, ймовірно, в дереві, від якої не залишилось прикладів (на відміну від пізніших англо-скандинавських язичницьких образів) і з якою хрести спочатку змагалися.
Англо-саксонські хрести збереглися гірше, ніж їх ірландські аналоги, бо були більшим об'єктом іконоборства після англійської реформації. Деякі мали великі скульптури людей доброї якості, наприклад як на «Хресті з Рутвелла» чи «Хресті з Бюкасла» (обидва, імовірно, близько 800 року). Орнаменти з сувоїв з виноградної лози та сплетіння можна побачити на панелях ранньо-нортумбрійських хрестів Рутвелла, Бюкасла та Ісбі. Пізніші сауттумбрійські хрести найчастіше використовували лише сувої з виноградної лози. На хрести могли наносити написи, рунічним шрифтом або латиницею, і латинською або давньоанглійською мовами (найвідоміший напис — на хресті з Рутвелла, де нанесена частина вірша «Сон про хрест» (англ. Dream of the Rood) разом з латинськими текстами); частіше згадувались спонсори хрестів. Також було висловлено припущення, що крім фарби, хрести могли прикрашатись виробами з металу і (напів)дорогоцінних каменів.
Як правило, англо-саксонські хрести високі і «стрункіші» порівняно з ірландськими прикладами, багато з майже квадратним перетином, і більше місця відводиться орнаментам, ніж зображенням фігур. Втім бувають і винятки, як масивні Сандбаські хрести з Мерсії, з довгастими секціями, основному покритими фігурами на ширших сторонах, як і деякі ірландські хрести. Госфортський хрест (930—950 рр.) — рідкісний приклад непошкодженого хреста; у більшості вціліла тільки частина центрального стовпа, а іконоборці були стурбованіші тим, щоб знищити фігури, ніж орнамент. Багато хрестів ймовірно просто впали через кілька століть; найрідше вціліли верхівки, а хрест Ісбі був відновлений зі свинцю у вигляді, описаному в ранніх документах. Як і багато пам'ятників з території Денло, Госфортський хрест поєднує в собі християнські образи з язичницькою міфологією, -за винятком сцени розп'яття і, можливо, сцени Страшного суду, всі інші зображення відносяться до скандинавського міфу про Раґнарьок, загибель богів; ця тема виявлена і в інших християнських пам'ятниках Англії і Скандинавії, можливо тому, що могла бути використана на християнську перевагу.

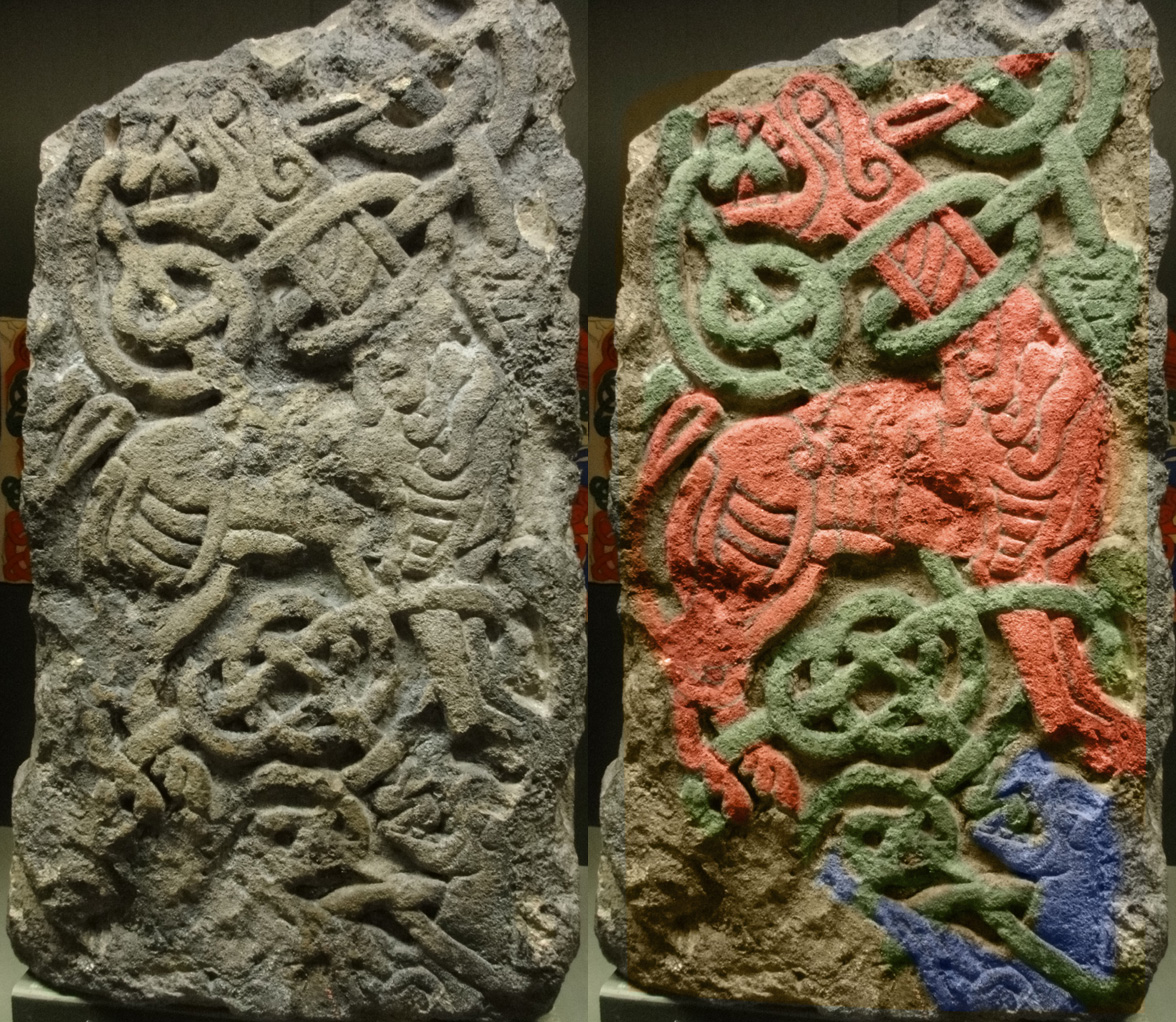
Фрагмент поперечного брусу хреста з Пріората Св. Освальда, Глостер; справа з додаванням кольору, але який, мабуть, не відповідає дійсності.

Англо-скандинави прийняли англо-саксонські скульптурні форми з великим ентузіазмом, і лише в Йоркширі є фрагменти понад 500 монументальних скульптур 10-го і 11-го століть. Проте кількість не відповідає якості, і навіть продукти головного міста, Йорк, описуються Девідом М. Вілсоном, «як правило, нещасними і абиякими». На ранніх стадіях завоювання, послідовні стилі скандинавського мистецтва з'являлись в Англії, але у міру послаблення політичних і культурних зв'язків англо-скандинави були не в змозі йти в ногу з тенденціями на батьківщині. Наприклад, якщо елементи стилю Борре видні у сплетінні «кільце-ланцюжок» на Госфортському хресті, а складні тварини еллінгського стилю, переважно досить бездарно, але все ж зображувались в Англії, то сліди наступного мамменського стилю важко виявити; вони видніші на острові Мен. «Можливо, смутно» їх видно на поперечному брусі хреста з Пріората Св. Освальда, Глостер (показано праворуч). В цілому сліди цих стилів в інших мистецьких матеріалах навіть слабкіші. Унікальна англо-скандинавська форма — «горбач» (англ. hogback), низький знак на могилі, який формою нагадує довгий будинок з двосхилим дахом, а іноді наче два ведмеді в наморднику схопилися на кожному кінці. Орнаментом є іноді грубий патерн зарубок, або лускоподібні елементи, які ймовірно представляють покрівлю з сланцевої черепиці, але можуть включати сплетіння і зображення.
Багато фрагментів, частин фризів і панелей з різьбленням фігур та орнаментів, були знайдені в археології, як правило після того, як повторно були використані при будові храмів. Найбільша група англосаксонської скульптури походить з колишнього абатства в Брідон-он-зе-Хілл в Мерсії, яка налічує багато елементів від різних дат, у тому числі цікаві неширокі декоративні планки фризів, багато з яких містять людські фігурки, та панно з святими і Богородицею. Найцікавіші фрагменти групи тепер зберігаються у Кентерберійському соборі, але походять з Церкви Святої Марії (Рекульвер, Кент), де колись складали велику композицію з багатьма сценами з фігурами і групами на криволінійній поверхні, очевидно, високої якості, хоча і невизначеної дати (можливо, початок 10-го століття). Можуть бути ідентифіковані сцени «Жертва Ісаака» і «Вознесіння» та частина стоячої групи святих, пророків та апостолів.
Окремо однаково від інших вцілілих елементів стоїть пізній сляб з Олд-Мінстер, Вінчестер, який здається був частиною великого фриза з історією з німецької міфології про Зігмунда; було висловлено припущення, що фриз мав бути вісімдесят футів в ширину і понад чотири фути у висоту. Існують літературні посилання на існування гобеленів зі світськими оповіданнями (традицію, з якої гобелен з Байо — єдиний вцілілих зразок) і цей фриз, можливо, був їх кам'яним еквівалентом, що вшановував Зігмунда, який вважався предком споріднених королівських будинків Англії і Данії, багато з яких були поховані в тому, що було тоді найбільшою церквою Англії.
З літературних джерел також відомо, що розписи стін не були рідкістю, хоча і вважались менш престижною формою мистецтва. Були знайдені фрагменти штукатурки з розписом, а також намальоване обличчя на повторно використаному камені у Вінчестері, датовані до 903 року, а тому вони важливим раннім прикладом вінчестерського стилю у зображенні людей. Метафора в листі Алкуїні каже «зірки, як розписна стеля в будинку важливої людини». Однак жодна повна картина на стіні чи дерев'яній панелі не збереглася.

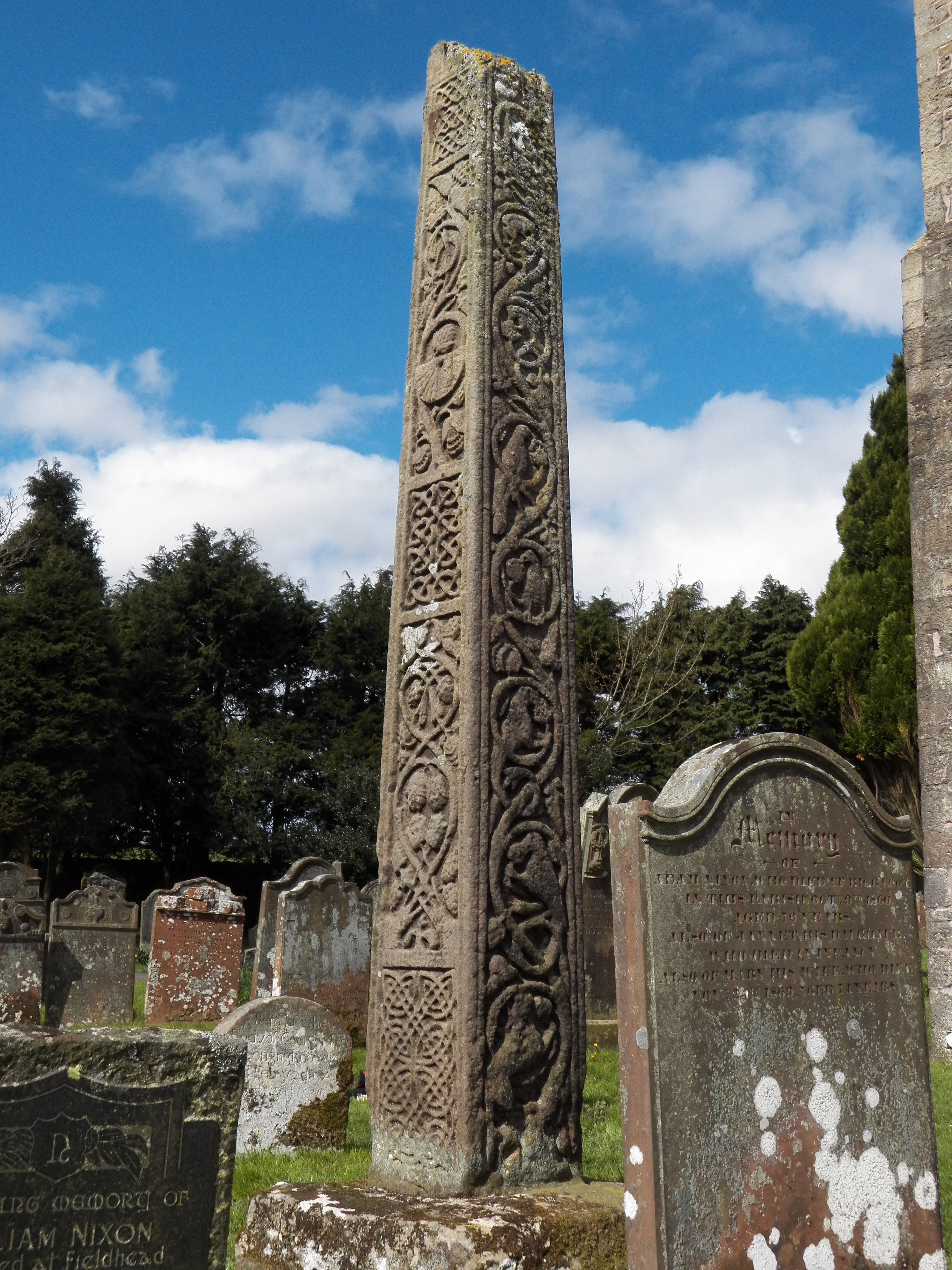
Хрест Бюкасла - південна і східна сторони
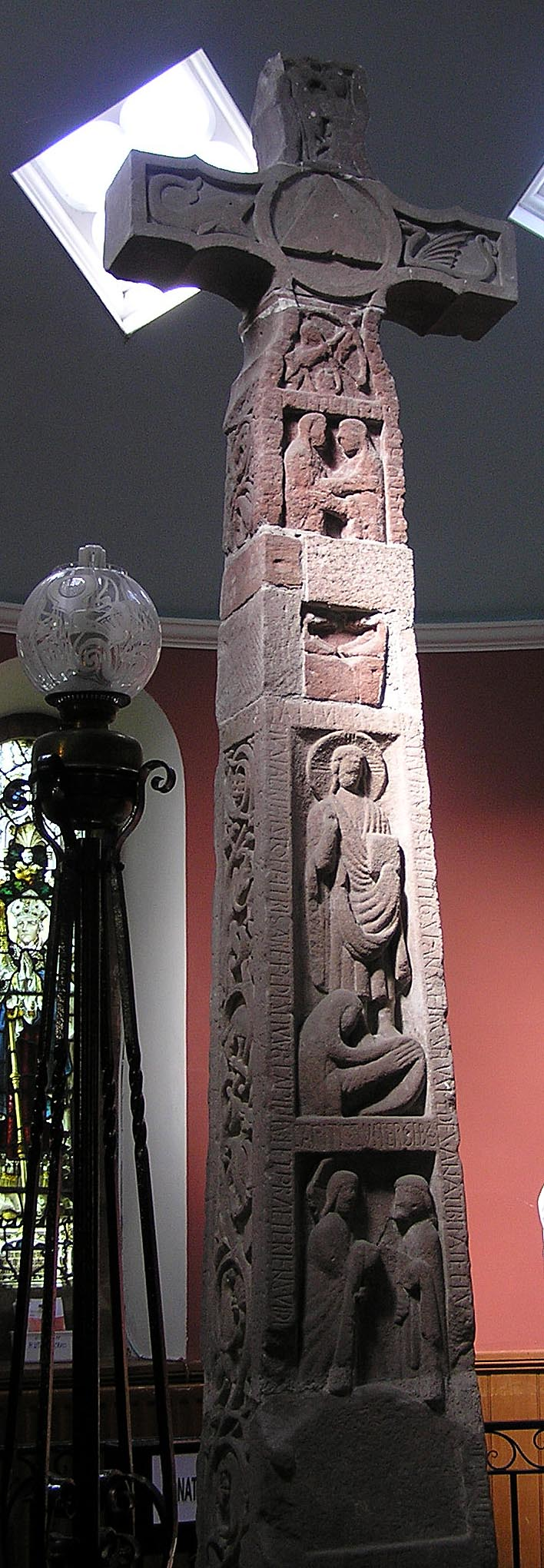
Хрест Рутвелла.
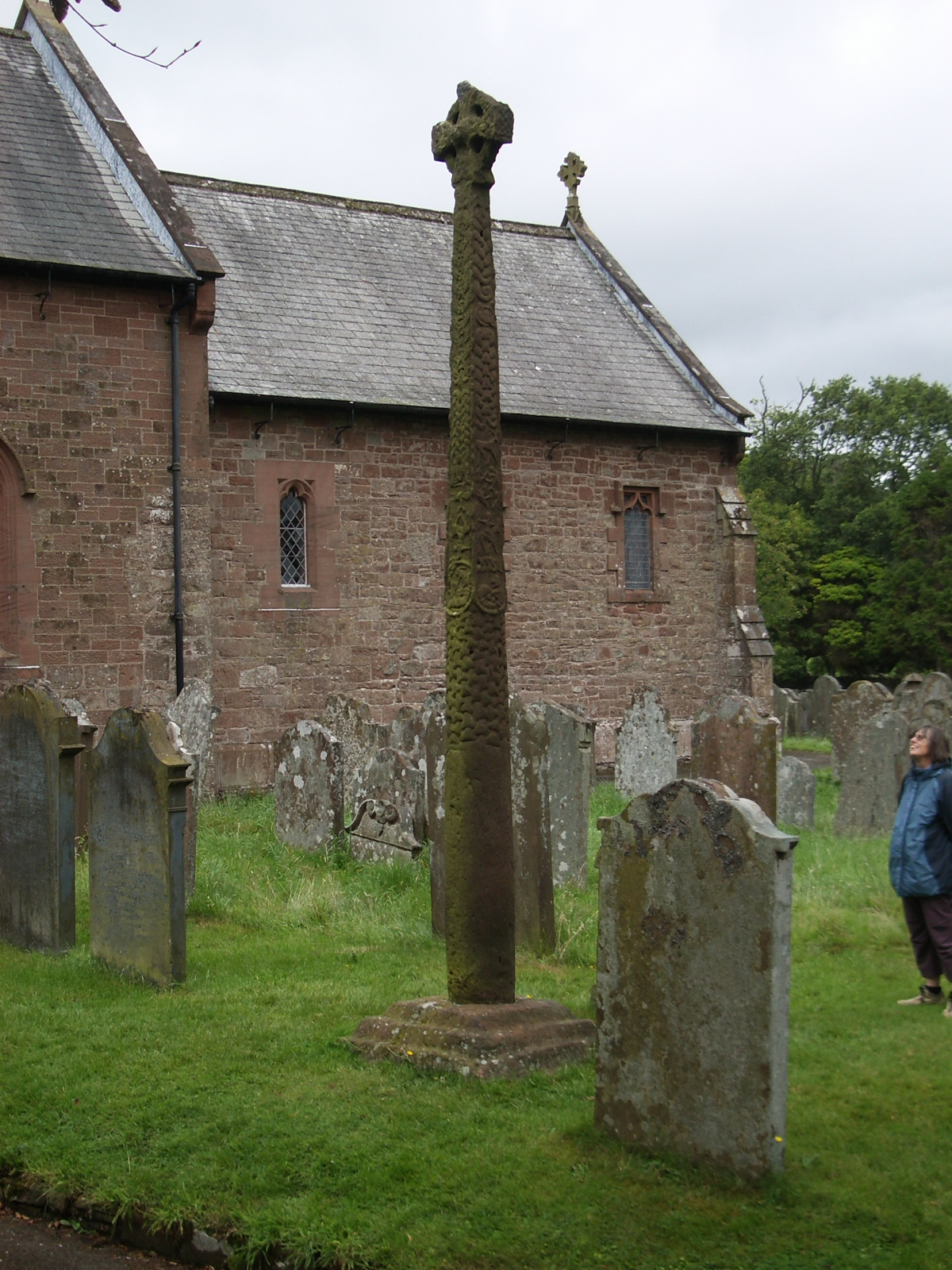
Госфортський хрест, Камбрія
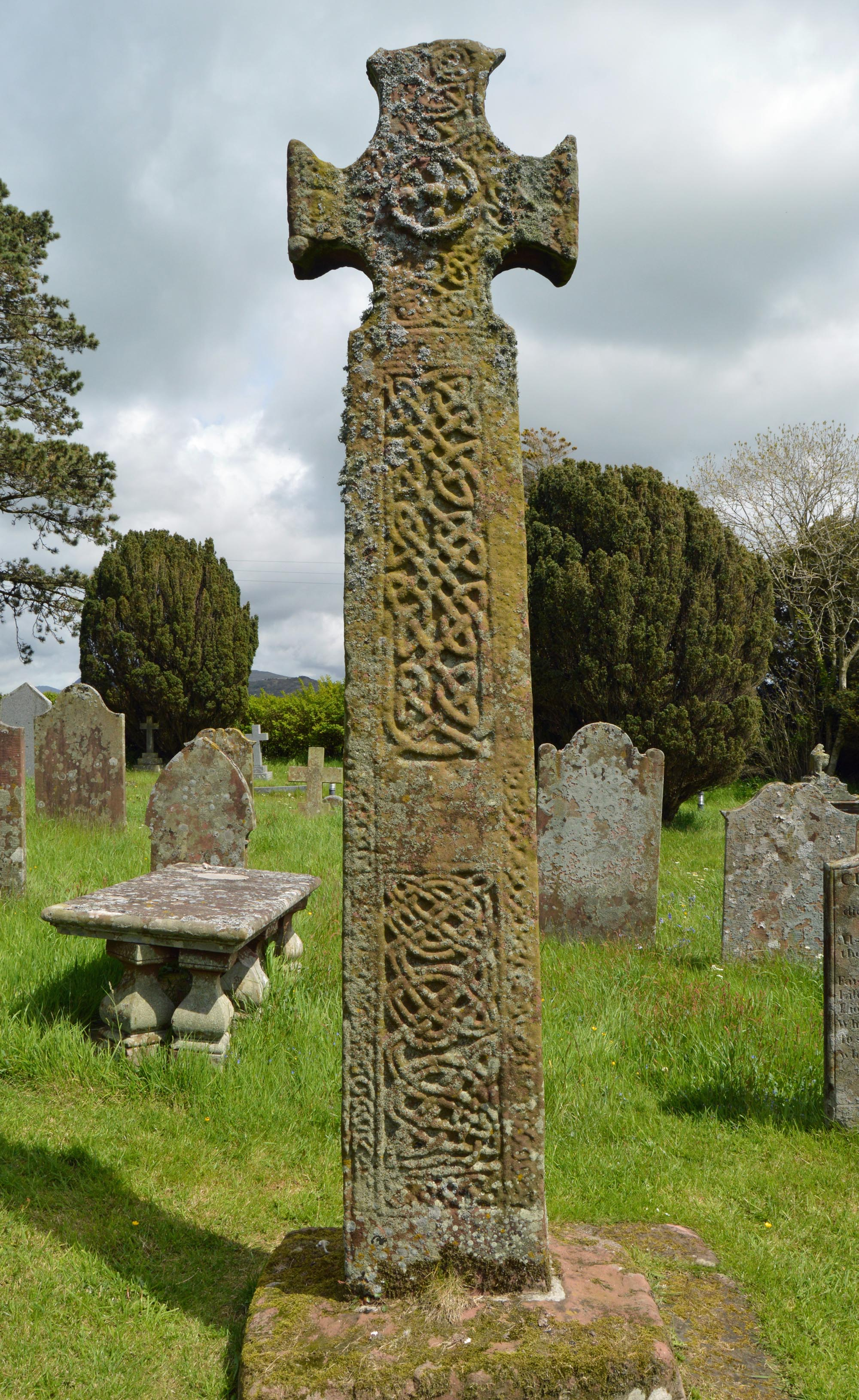
Іртонський хрест, Камбрія
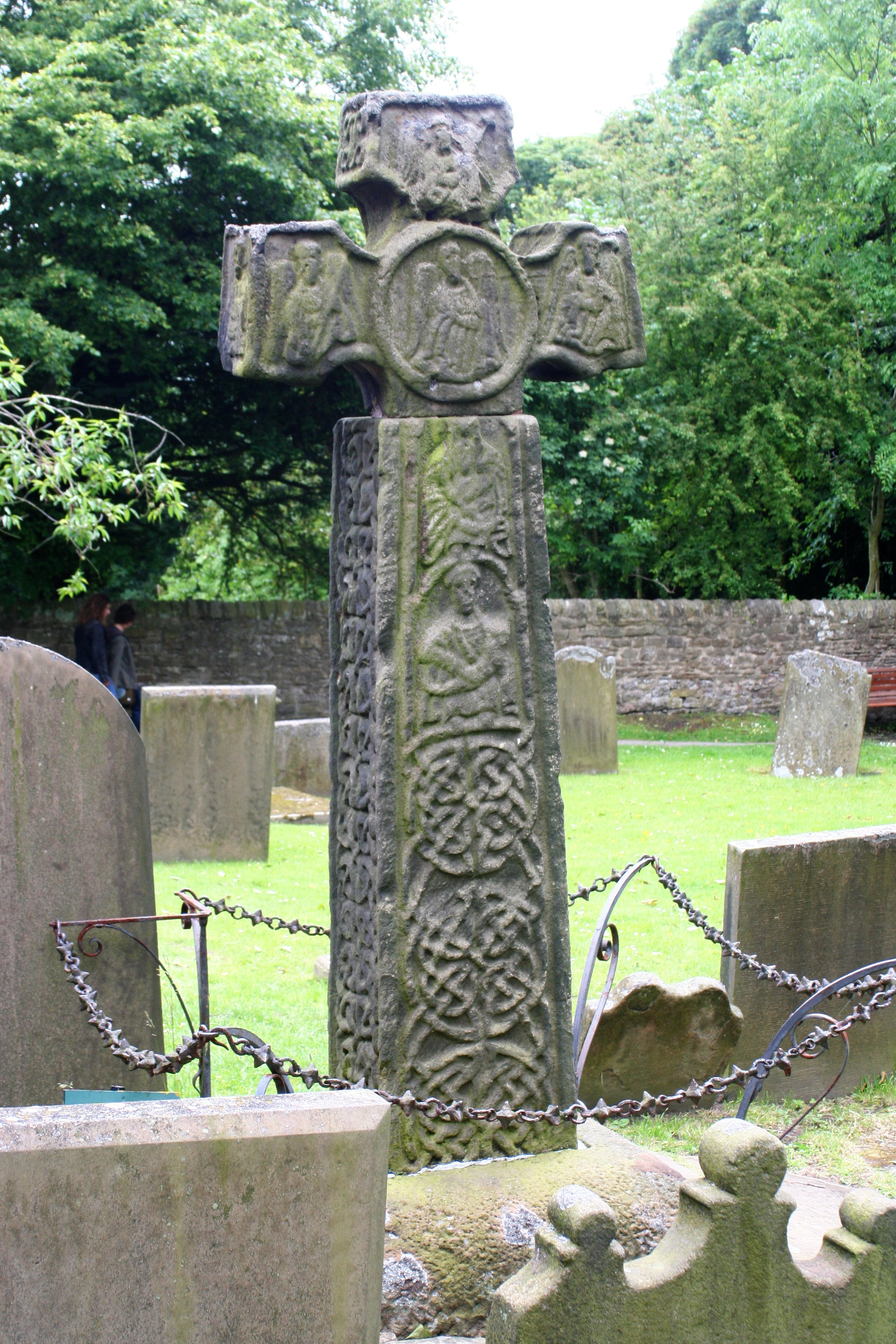
Імський хрест (середня секція втрачена) зі сплетінням; дивіться тут стороні з виноградним сувоєм
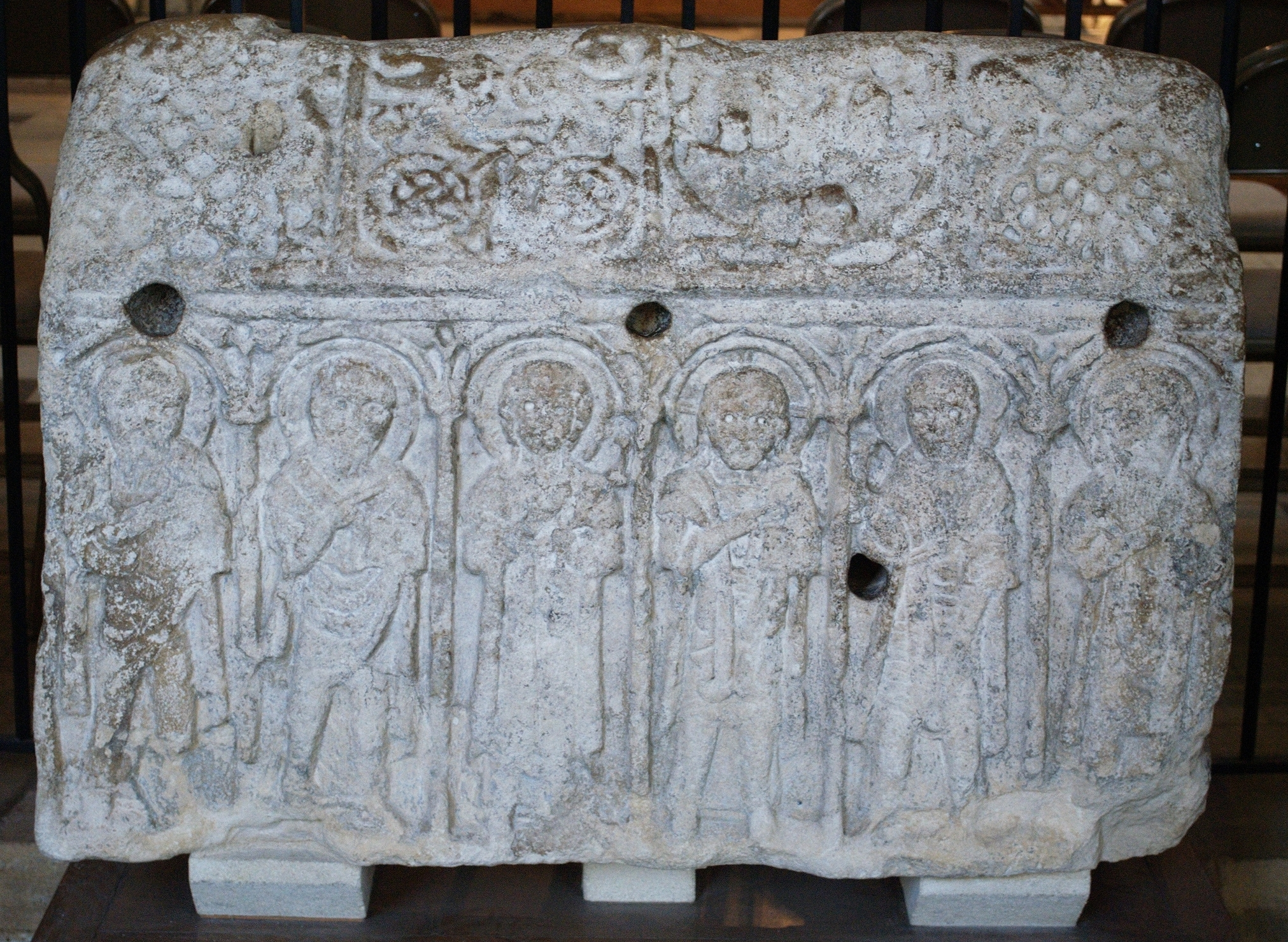
Камінь Гедда, рідкісний приклад англо-саксонської різьби по каменю не на хресті, 8-ме ст.
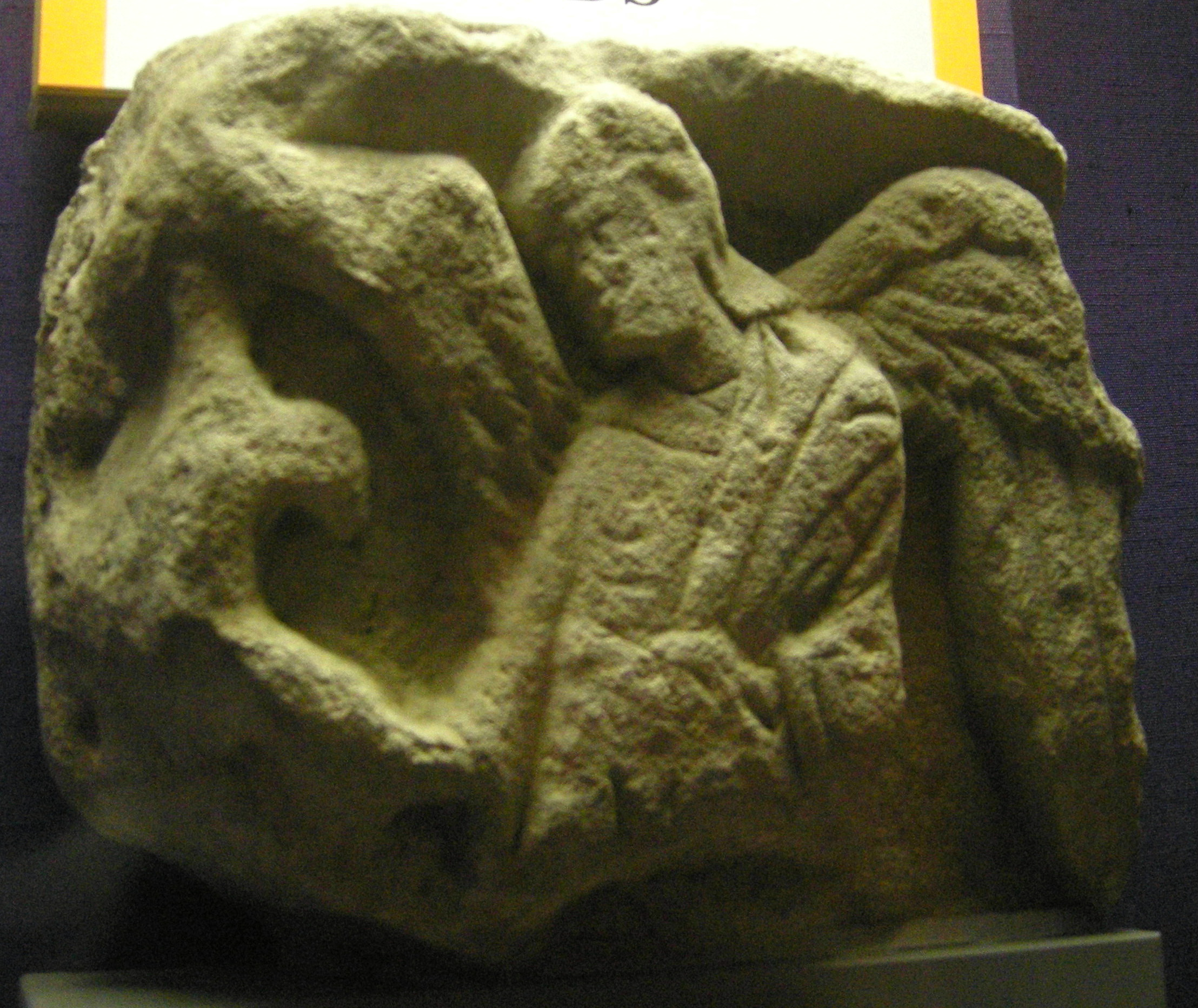
Зношений рельєф з ангелом
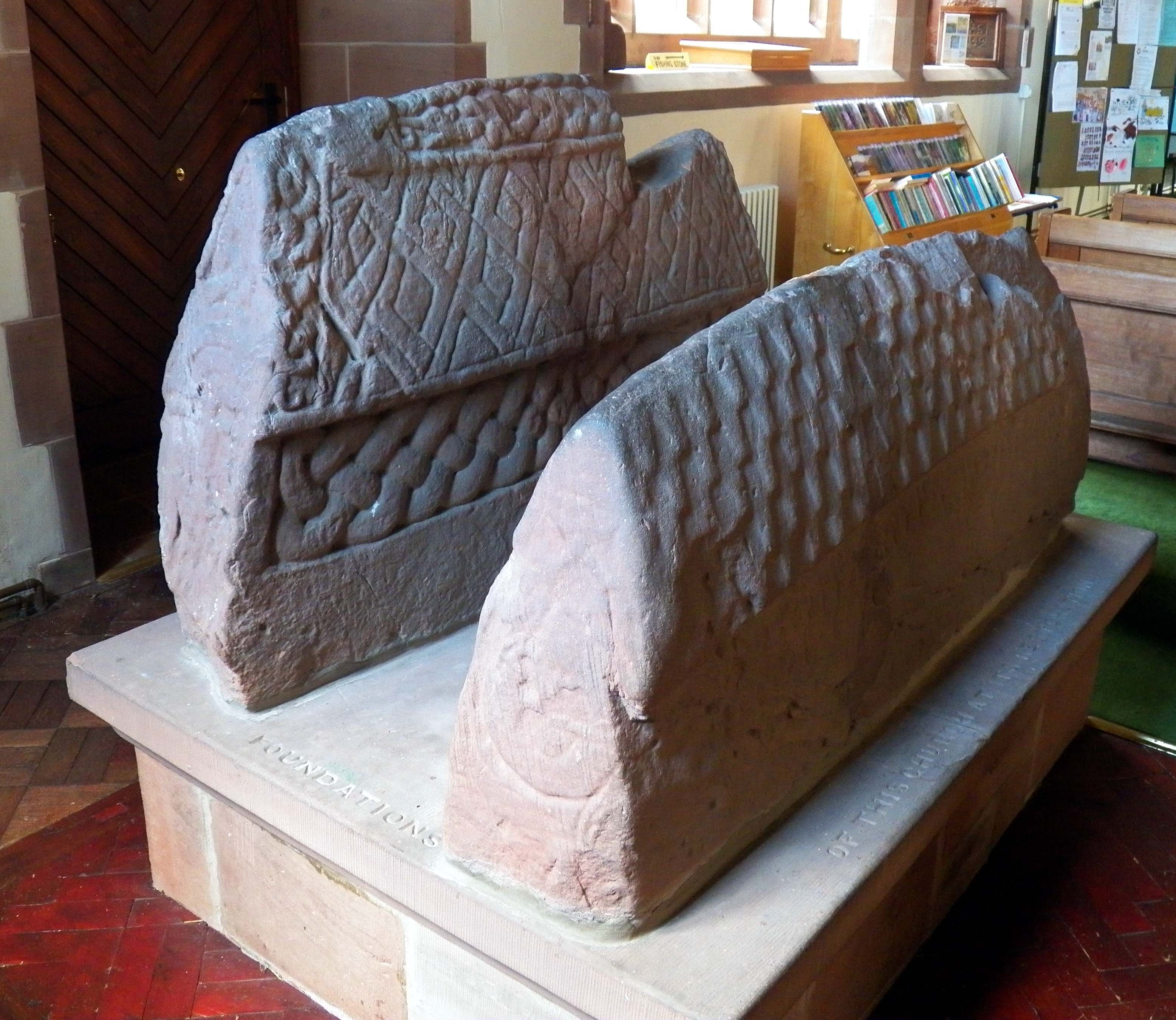
Надгробки-"горбачі" з поховань у Госфорті, Камбрія

## Різьблення по білій («слоновій») кістці

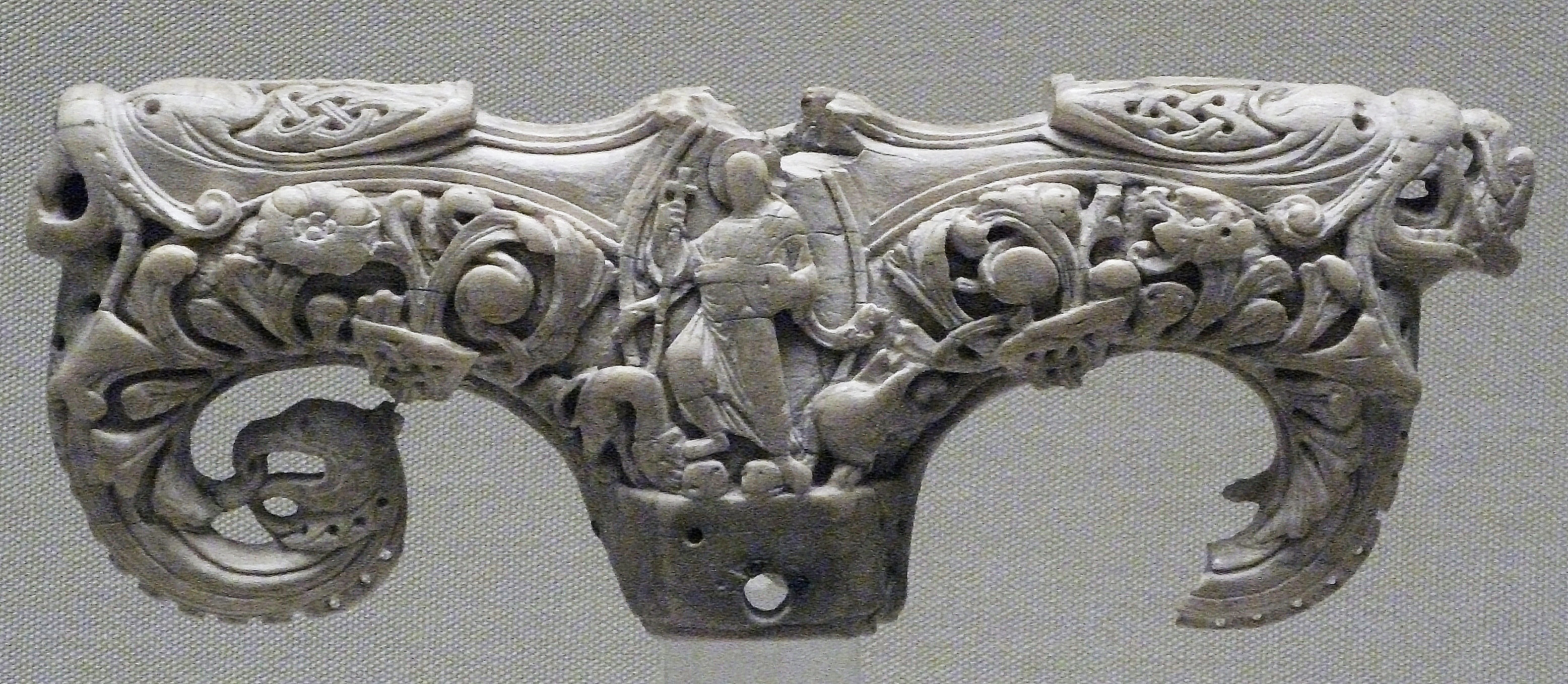
Верхівка Тау-хреста, з темою «Христос, що наступає на звірів», особливо популярною в Англії

Як і в іншому християнському світі, тоді як монументальна скульптура повільно відроджувалась зі своєї фактичної відсутності в ранньохристиянську епоху, скульптура малих форм в металі, різьбленні по білій кістці, а також різьбленні по кістці була важливіша, ніж у пізніші періоди, і аж ніяк не «малим мистецтвом». Більшість англо-саксонської «слонової кістки» насправді була білою кісткою морських тварин, особливо моржів, і імпортувалась з північніших територій. Надзвичайна Франкська скринька вирізана з китового вуса, з загадкою, яка на це натякає. Вона містить унікальну суміш язичницьких, історичних та християнських сюжетів, мабуть, намагаючись охопити в цілому історію світу, і написи рунами на латині і давньоанглійській. Існує мало англо-саксонських панелей з обкладинок книг, порівняно з такими з каролінзького і оттонського мистецтва, але є ряд фігур дуже високої якості у високому рельєфі або повністю відділені від основи. На останньому етапі англо-саксонського мистецтва очевидні два стилі: один, важчий і формальний, що запозичує від каролінзьких і оттонських джерел, а інший — вінчестерський стиль, який запозичує від Утрехтського Псалтиря і альтернативної каролінзької традиції. Дуже пізня самшитова скринька, яка зараз зберігається в Клівленді (США), повністю різьблена сценами з «Земного життя Христа» в провінційній, але якісній версії вінчестерського стиля, і можливо, походить з Західного Мідленду; вона є унікальним вцілілим зразком пізньої англо-саксонської тонкої різьби по дереву.

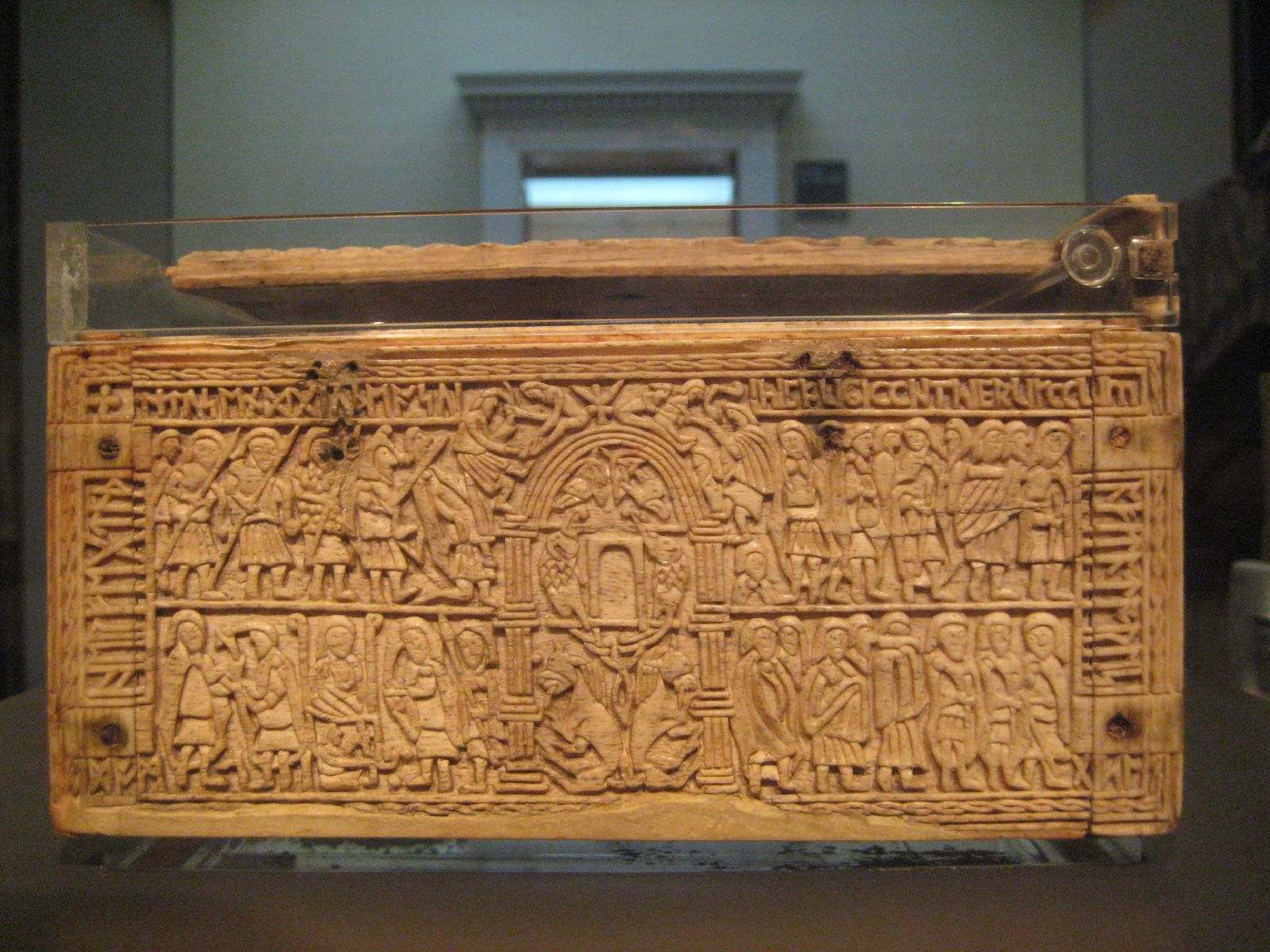
Задня панель Франкської скриньки; Тит бере Єрусалим.
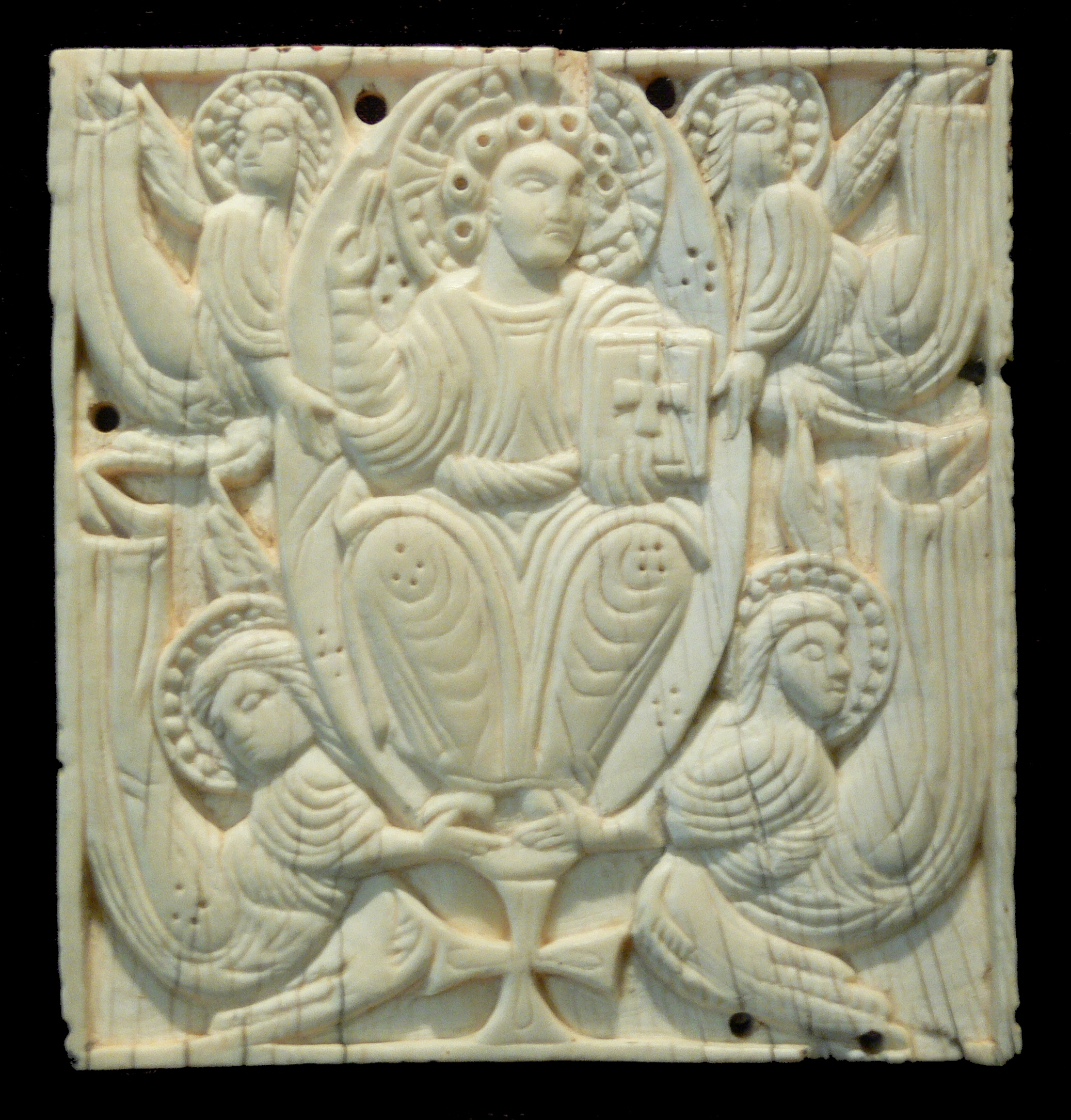
Панель обкладинки(?) книги, 8-ме ст.
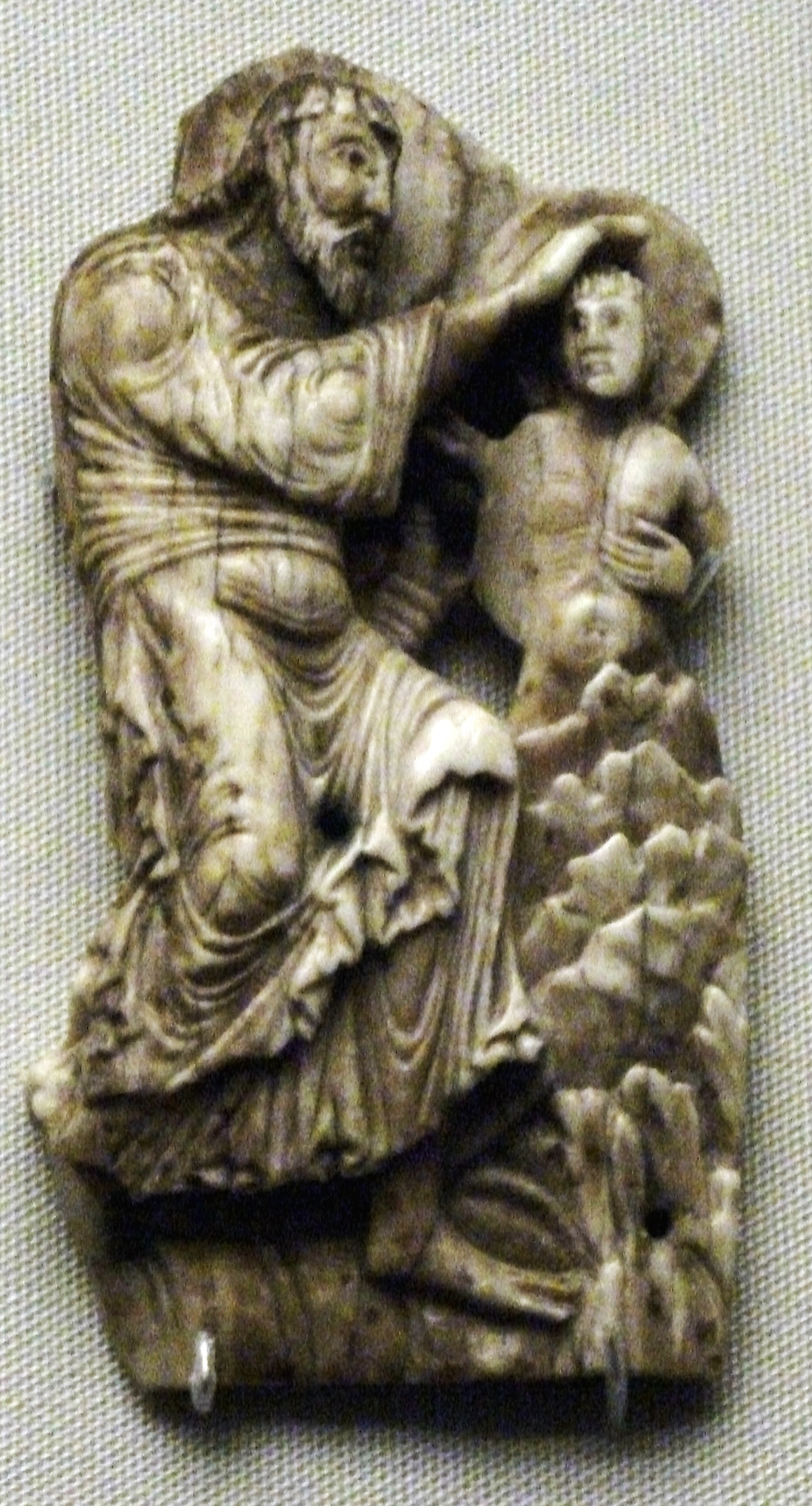
"Хрещення Христа", Вінчестерський стиль
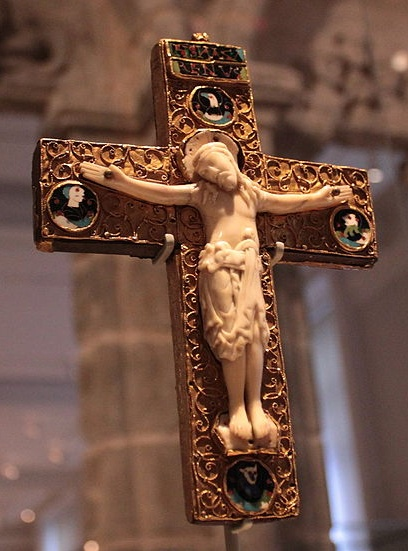
Англо-саксонський хрест-релікварій 10-го ст. "корпус" на німецькому хресті

## Текстильне мистецтво

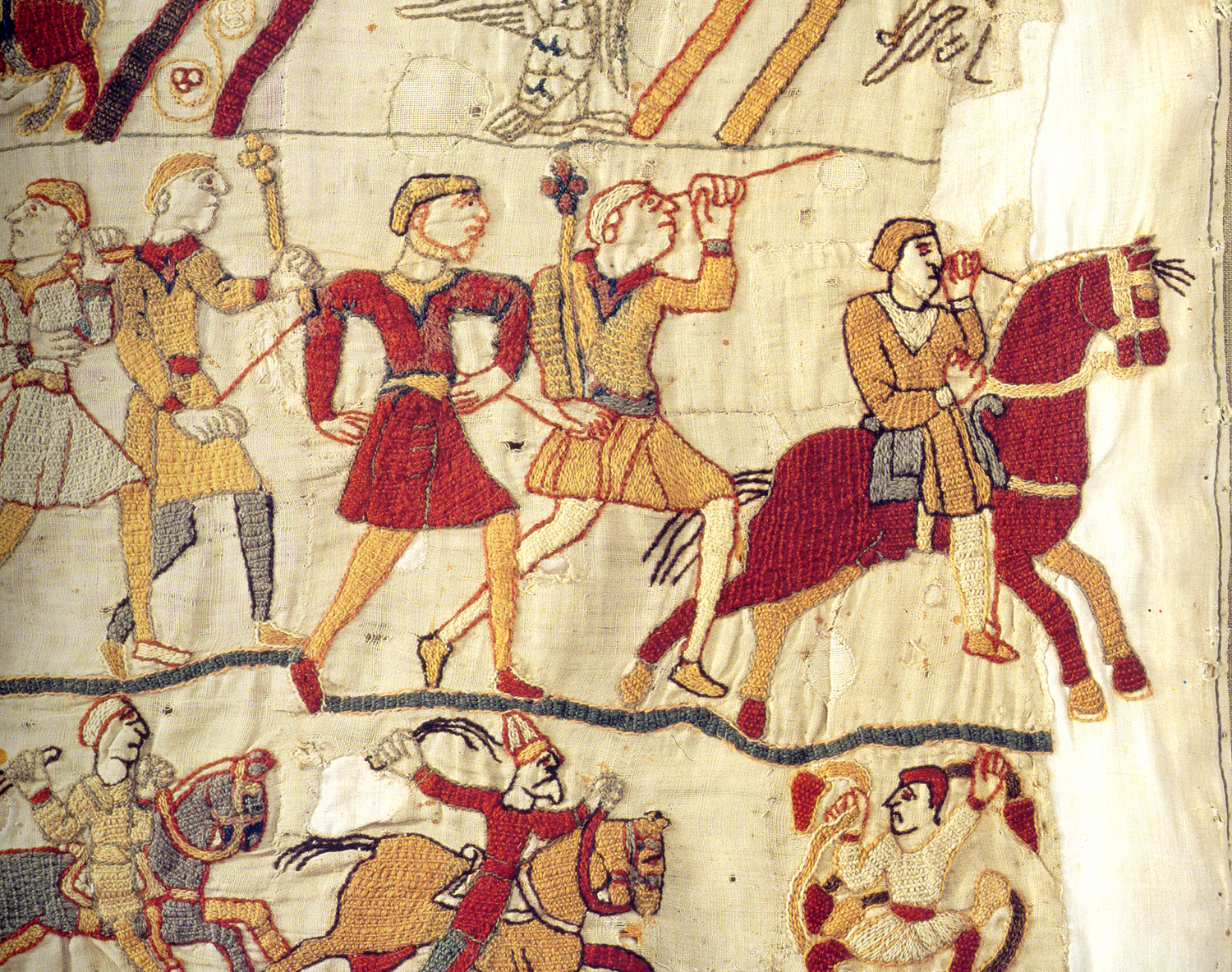
Втеча англійської армії, остання вціліла сцена з гобелену з Байо.

Текстильні мистецтва вишивки і «гобелену», Opus anglicanum, мабуть, були тим, чим англо-саксонська Англія була відома по всій Європі на кінець періоду, але з них вціліла тільки жменька, напевно, почасти тому, що англо-саксонці мали любов до використання ниток дорогоцінного металу, що робило такі предмети цінними для утилізації.
Гобелен з Байо, який вишитий шерстю по лляній тканині і показує історію норманського завоювання Англії, — це, безумовно, найвідоміший англосаксонський твір мистецтва; хоча створений після завоювання, він точно був створений в Англії і в англо-саксонській традиції, що зараз вже прийнято і французькими істориками мистецтва. Такі гобелени прикрашали і церкви, і багаті будинки в Англії, хоча з розміром 0,5 м Х 68,38 м (і, мабуть, неповний), гобелен з Байо мабуть був незвичайно великим. Вишиті лише фігури і орнаменти, а тло залишене білим.
Всі види текстильного мистецтва робились жінками, монахинями та мирянками, але сюжети багатьох з них, напевно, були розроблені митцями інших засобів. В англосаксонській Англії був доступний візантійський шовк, хоча він був дорогий; кілька зразків були знайдені в похованнях і реликваріях. Напевно, як і в пізнішому вбранні, цей шовк змішували з локально вишитими рамками та панелями. Ймовірно при більшій кількості вцілілих англосаксонських зразків, візантійський вплив був би очевидним.
Найбільш високо ціновані вишивки були дуже відмінні, повністю виконані по шовку золотою і срібною ниткою, а іноді зі вшитим з дорогоцінним камінням різного роду. Вони використовувалися для одягу, вівтарної тканини та інші церковних потреб, і в подібних ролях в будинках еліти. Вціліли тільки кілька штук, в тому числі три зразки в Даремі, які були поміщені в саркофаг Святого Кутберта, ймовірно, в 930-ті, коли були подаровані королем Етельстаном; вони були, проте, зроблені в Вінчестері між 909 і 916 роками. Це твори «приголомшливого блиску і якості», за словами Вілсона, в тому числі і фігури святих, і є важливими ранніми прикладами вінчестерського стиля, хоча походження їх стилю є загадкою; вони ближче до фрагменту фрески з Вінчестера, згаданого вище, і є раннім прикладом орнаменту акант. Найбільш рання вціліла група, яка зараз має інше розташування і з якої дорогоцінна металева нитка переважно витягнута, складається з кількох окантовок або обшлагів церковного одягу; на них вшиті перли і скляні намистини, вишиті різні типи сувоїв та звіриного орнаменту. Вони ймовірно датуються 9-м століттям і зараз зберігаються в церкві Маасейка в Бельгії. Іншим стилем текстилю було вбрання на мініатюрному портреті Святого Етельволда в його «Книзі благословінь» (див. вище), де видно щось, що здається акантом у формі великої «квітки» (термін, що використовується в кількох записах), що охоплює спину і плечі власника одягу. Інших письмових джерелах згадуються й інші масштабні композиції.

## Інші матеріали

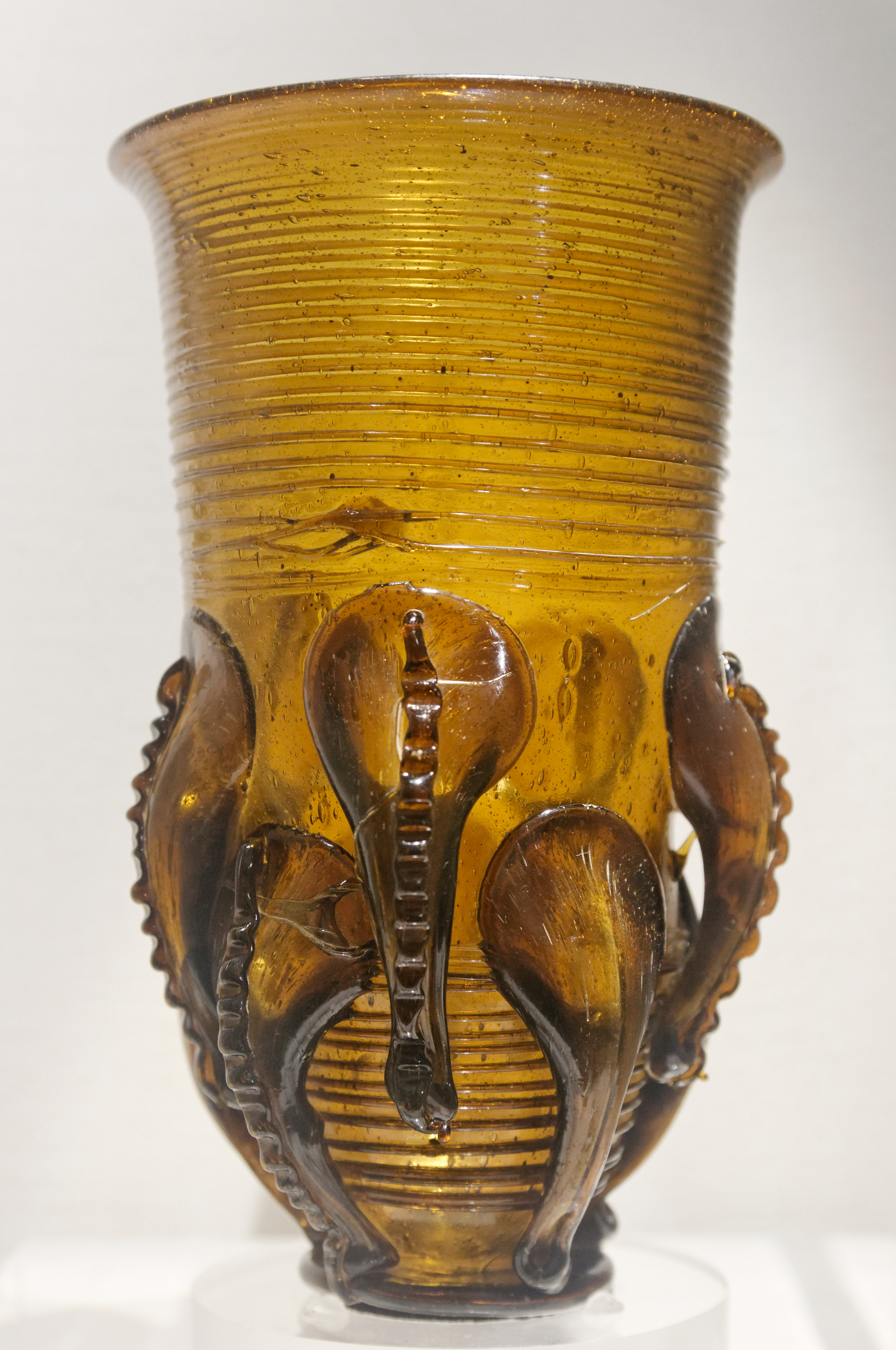
Кігтьова чаша, виконана у склі

Англо-саксонські скляні вироби більшою частиною мали прості форми, предмети завжди були одного кольору (прозорий, зелений або коричневий), але зберігся і ряд вибагливих кігтьових чаш, прикрашених великими формами «кігтів», переважно розбиті; ці форми зустрічаються також у континентальній Північній Європі. Яскравішими було намисто, поширене в більш ранніх жіночих похованнях, і деякі церковні вітражі, а на декількох розкопках у монастирях були виявлені докази виробництва скла. Виробництво скляного посуду і бісеру, напевно, хоч на набагато нижчому рівні, продовжувалось від романо-британської традиції, але Беда написав, що Бенедикт Біскоп привіз склярів з Галлії для виробництва вітражів у його монастирі Монквермут-Джарроу. Незрозуміло, скільки англо-саксонського скла було привізним, але тростини кольорового скла мільфіорі майже напевно були; одна з них буда знайдена в гаманці у Саттон-Гу. Можливо повторне використання  давньоримського скла допомагало уникнути необхідності імпорту необробленого скла; докази виробництва останнього досить слабкі. Скло іноді використовувалося як замінник граната в ювелірних виробах, наприклад в деяких виробах з Саттон-Гу. Емаль також використовували, найбільш відомо у Коштовності Альфреда, де зображення знаходиться під різьбленим гірським кришталем; обидва матеріали вкрай рідкісні у вцілілих англо-саксонських працях.
Унікальна декорована шкіряна обкладинка невеликого нортумбрійського Кутбертова Євангелія, найстаріша західна палітурка, яка збереглася в незміненому вигляді, може бути датована 698 роком або незадовго до цього. На ній видно заглиблені лінії, кілька кольорів рельєф, створений над шнуром і левкасом або шматками шкіри. Престижніші рукописи мали палітурки з дорогоцінних металів, про деякі з яких є згадка, але напевно існували багато декорованої шкіргалантереї для світських сумок, гаманців, ременів тощо, про які сучасники не спромоглися зазначити, і тому щодо них існує пробіл у наших знаннях раннього середньовіччя по всій Європі.

## Після норманського завоювання

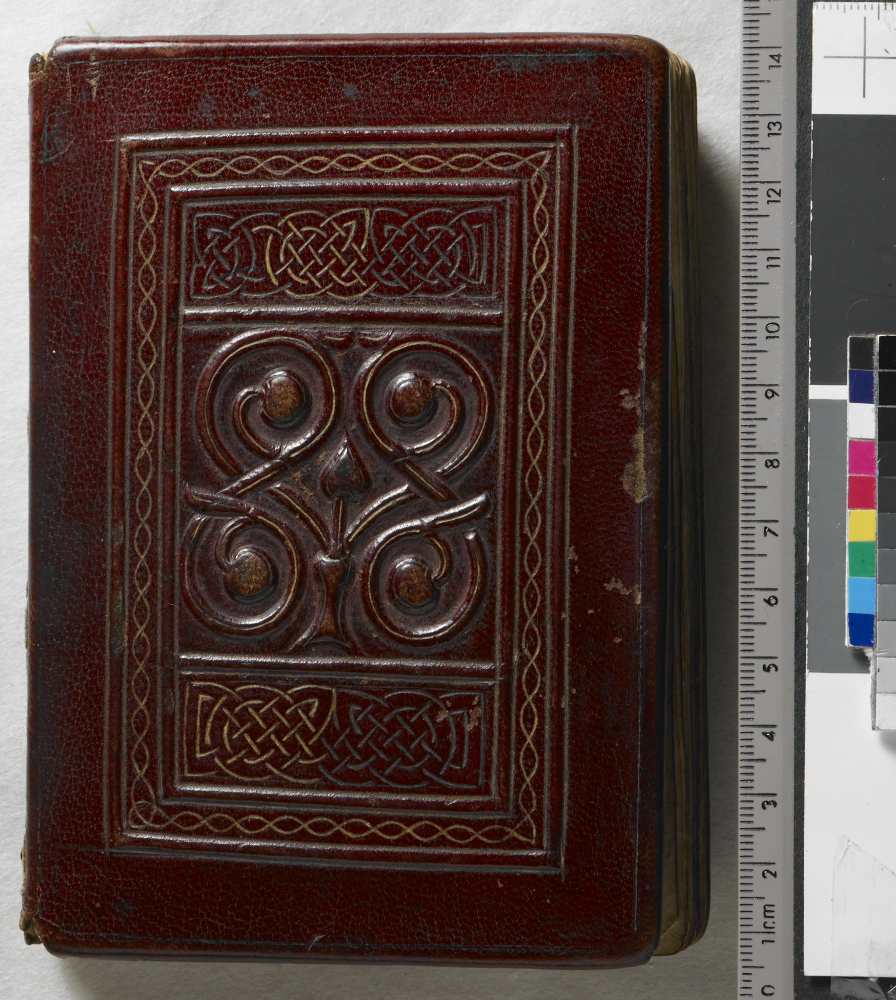
Верхня обкладинка Кутбертова Євангелія, 690-ті; оригінальна обкладинка з червоної козячої шкіри є найбільш раннім вцілілим зразком західної палітурки

Порівняно мало предметів мистецтва вціліло від решти століття після 1066 року (або такого, що хоча б впевнено датувалось цим періодом). Мистецтво Нормандії ще до завоювання перебувало під сильним англо-саксонським впливом, але той період був часом масованого розграбування церков малим новим правлячим класом, який вже практично повністю витіснив старі англо-саксонські еліти. За таких обставин створювалось мало нового значущого мистецтва, але коли це траплялось, стиль часто показував повільний розвиток англо-саксонського стилю у романський. Датування безлічі окремих об'єктів змінювалось в одну чи іншу сторону від дати нормандського завоювання, особливо для скульптури, в тому числі з кістки. Наприклад, ряд об'єктів були віднесені одночасно до каталогу виставок «Золоте століття англо-саксонського мистецтва» і «Англійське романське мистецтво: 1066—1200», попри те, що обидва каталоги були опубліковані в 1984 році. Це, зокрема, стосувалось трикутної опори зі ангелами, фрагмента кам'яного рельєфа «Сігурд» (див. вище), обидва з Вінчестера, а «пенала» зі слонової кістки та «Хрещення» (див. фото вище), обидва — в Британському музеї.
Енергія, любов до складних переплетених орнаментів і відмова повністю поважати виважені класичні формати, які демонстрували і острівний, і вінчестерський стиль вже на той час вплинули на континентальні стилі (див. вище), де вони давали альтернативу важкій монументальності Оттонського мистецтва, присутній навіть у дрібних предметах. Ця звичка була важливим компонентом у Романському і готичному стилях, де форми англо-саксонського винаходу, такі як буквиці з вписаними малюнками та і віньєтками, стали важливішими, ніж вони коли-небудь були в самому англо-саксонському мистецтві, а твори, такі як Глостерський свічник (бл. 1110) показують цей запозичення в інших засобах.
Англо-саксонські іконографічні інновації включають в себе тварин Вуст Пекла; «Вознесіння Христа», показане тільки як пара ніг, які зникають у верхній частині зображення; рогатого Мойсея; Св. Івана Богослова, що стоїть біля підніжжя хреста і пише; і Бога-Отця, який творить світ циркулем. Всі вони були пізніше використані у Європі. Найбільш раннє детальне зображення «Страшного Суду» на Заході теж знайдене на англо-саксонській праці зі слонової кістки, а пізні англо-саксонські євангелія, ймовірно, мають найраннішій приклад зображення Марії Магдалини біля підніжжя хреста в «Розп'ятті».

## Подальше читання
- Brown, Michelle, The Lindisfarne Gospels and the Early Medieval World (2010)
- Webster, Leslie, Anglo-Saxon Art, 2012, British Museum Press, ISBN 9780714128092
- Karkov, Catherine E., The Art of Anglo-Saxon England, 2011, Boydell Press, ISBN 1843836289, ISBN 9781843836285
- Coatsworth, Elizabeth; Pinder, Michael, The Art of the Anglo-Saxon Goldsmith; Fine Metalwork in Anglo-Saxon England: its Practice and Practitioners, 2002, Boydell Press
- Holcomb, M. (2009). Pen and Parchment : Drawing in the Middle Ages. New York: The Metropolitan Museum of Art. Архів оригіналу за 30 жовтня 2015. Процитовано 5 жовтня 2016.